# Timbres d'Italie 2006
 (novembre 2024).
Cet article recense les timbres d'Italie émis en 2006 par la Poste italiane.

## Généralités
Les émissions portent la mention « Italia » et une valeur faciale libellée en euros (€).
Les timbres sont imprimés par l'Istituto Poligrafico e Zecca dello Stato, ce qui est rappelé par la mention « IPZS SpA Roma » sous l'illustration. La dentelure est de 13 × 13¼ (nombre de dents pour 2 cm).

## Légende
Pour chaque timbre, le texte rapporte les informations suivantes :
- date d'émission, valeur faciale et description,
- formes de vente,
- artistes concepteurs et genèse du projet,
- manifestation premier jour,
- date de retrait, tirage et chiffres de vente,

ainsi que les informations utiles pour une émission donnée.

## Janvier

### Dédiés aux jeunes de 18 ans
Le 1er janvier, sont émis deux timbres de 0,45 € dédiés aux jeunes qui fêteront leur 18e anniversaire en 2006 : Decicato alle diciottenni pour les jeunes femmes, Dedicato ai Diciottenni pour les jeunes hommes. Sur chaque timbre est dessiné un timbre-poste portant un sablier dans lequel s'écoule des chiffres. Deux sont tombés en bas et forme le nombre 18. La couleur de fond reprend les couleurs classiques consacrés au genre : bleu pour les hommes, rose pour les femmes.
Ces timbres sont vendus uniquement aux jeunes qui en font la réservation auprès de leur bureau de poste dans les deux mois suivant leur anniversaire. En juin, 83 timbres roses et 166 bleus ont été vendus à 249 personnes. La spéculation sur le marché philatélique italienne fait atteindre alors les 200 € pour un de ces timbres.
Les timbres de 2,6 × 3,6 cm sont dessinés par Maria Carmela Perrini. Imprimés en héliogravure, ils sont conditionnés en feuille de cinquante exemplaires.
Le cachet premier jour du 1er janvier reprend l'illustration du timbre et est appliqué à Rome.

### Panini
Le 30 janvier, est émis un timbre de 2,80 € sur Panini, rendu célèbre par l'édition  d'autocollants de footballeurs. Le timbre reprend le titre du cahier collecteur en Italie « Calciatori », le logotype de la société et un footballeur en action de tir.
Le timbre de 3,6 × 2,6 est dessiné par Pierfrancesco Del Re et Fabrizio Melegari pour une impression en héliogravure en feuille de cinquante.
Le cachet premier jour du 30 janvier, reprenant le joueur du timbre, est disponible à Modène, ville natale de l'éditeur, et Rome.
Le tirage prévu est de 3,5 millions d'exemplaires.
Dans son album consacré aux joueurs de la Coupe du monde de football de 2006, l'éditeur a reproduit le timbre sur l'image no 0.

## Février

### 50eanniversairedeQuattroruote

L'Autoroute du Soleil sur une carte du réseau actuel.

Le 1er février, est émis un timbre de 0,62 € pour le cinquantenaire de la revue automobile Quattroruote (littéralement « quatre roues ») dont la première couverture est constitue l'illustration du timbre.
La couverture du magazine créé par Gianni Mazzocchi est reproduite sur un timbre de 2,6 × 3,6 cm imprimé en héliogravure en feuille de cinquante.
Le cachet premier jour du 1er février est disponible à Rozzano, dans la province de Milan, où se trouve un musée de l'automobile.
Le tirage est de 3,5 millions d'exemplaires.

### Écoles et universités
Le 6 février, sont émis quatre timbres de 0,45 € sur des écoles et universités italiennes. L'université d'Urbino, dite « Carlo Bo » (Università degli studi di Urbino « Carlo Bo »), célèbre les 500 ans de sa fondation. La devise « Vetera et nova » est écrite sur le timbre consacré au Liceo classico statale « Ernesto Cairoli » de Varèse. Ce dernier établissement et le Liceo scientifico statale « Alessandro Tassoni » de Modène sont représentés à travers leurs bâtiments contemporains. Enfin, la façade de Luigi Vanvitelli du XVIIIe siècle illustre le timbre sur le Liceo classico statale « Agostino Nifo » de Sessa Aurunca.
Les timbres de 4,4 × 3,6 cm sont signés Matteo Chilese (Varese), Gaetano Ieluzzo (Modène et Sessa Aurunca) et Francesco Ramberti (université d'Urbin). Ils sont imprimés en héliogravure en feuille de vingt-cinq.
Les quatre cachets premier jour du 6 février reprennent le motif principal des timbres et sont respectivement disponibles dans la ville concernée.
Le tirage est de 3,5 millions d'exemplaires pour chacun des types.

### Jeux olympiques d'hiver 2006
Le 8 février, à l'occasion des Jeux olympiques d'hiver de 2006 à Turin du 10 au 26 février 2006, sont émis neuf timbres et un bloc les regroupant, pour une valeur faciale totale de 7,78 € les neuf timbres ou le bloc. Chaque sport ou élément de l'olympisme est représenté par un dessin blanc ou bleu très clair à côté du logotype des jeux 2006 sur un fond de bandes usant différents tons de bleu. Par ordre alphabétique des sports, ont été choisis : le biathlon (0,23 €), le bobsleigh (0,85 €), le curling (0,70 €), le hockey sur glace (0,65 €), la luge (1,30 €), le patinage artistique (0,45 €) et le ski alpin (0,90 €). Le 1 € évoque le parcours de la flamme olympique et le 1,70 € les trois médailles.
Les timbres de 3,6 × 2 cm sont dessinés par Leonardo Coen Cagli et imprimés en héliogravure en feuille de cinquante et en un bloc de dix.
Le cachet premier représente le logotype de la manifestation que prolonge un paysage alpin et est disponible le 8 février à Turin.
Le tirage initial est de 3,5 millions pour le 0,45 € « Patinage artistique » et 2 millions pour les autres timbres de feuille, et de 550 000 blocs-feuillets.

### Exposition philatélique au palais Montecitorio: le royaume d'Italie
Le 9 février, sont émis un timbre sur timbre de 0,60 € reproduisant quatre timbres-poste de l'époque du royaume d'Italie (Il Regno d'Italia), sujet d'une exposition au palais Montecitorio, du 9 au 16 février 2006. En haut au centre, le timbre non dentelé de 15 centimes bleu porte l'effigie de Victor-Emmanuel II et date de 1863. À gauche, est visible Hembert Ier sur un timbre de cinq centimes vert de 1879. À droite, Victor-Emmanuel III sur un timbre de 10 centimes carmin de 1901. En bas, un timbre grand format commémore en 1930 le mariage du prince héritier Humbert avec la princesse Marie-José de Belgique. Les quatre rois d'Italie sont ainsi tous représentés.
Le timbre de 4,4 × 3,6 cm est conçu par Anna Maria Maresca. Il est imprimé en héliogravure en feuille de vingt-cinq exemplaires et en un carnet de quatre timbres.
Le cachet premier jour de Rome du 9 février reprend les effigies des rois, prince et princesse, sans le pourtour des timbres et dans l'ordre chronologique.
Le tirage est de 3,5 millions de timbres de feuille et de 300 000 carnets.
Cette exposition philatélique est la troisième organisée au siège de la Chambre des députés. En 1999, le thème était des anciens États à l'unité italienne, et en 2003, la République italienne.

### Società Dalmata di Storia Patria
Le 10 février, est émis un timbre de 0,45 € pour le 80e anniversaire de la Società Dalmata di Storia Patria, association fondée à Zadar (Zara en italien), le 26 mars 1926. Elle se consacre à la promotion et la préservation de la culture italienne en Dalmatie, devenue croate et yougoslave par le traité de Rapallo. Le timbre représente les armoiries de la Société : trois têtes de lion couronnées. La date d'émission coïncide avec le Giorno del ricordo, journée nationale du souvenir de l'exode istrien après la Seconde Guerre mondiale.
D'un format de 3,6 × 4,4 cm, le timbre est dessiné et gravé par Rita Morena pour une impression en taille-douce en feuille de vingt-cinq exemplaires.
Le cachet premier jour du 10 février reprend le motif du timbre et est disponible à Rome et Trieste, ville située à la frontière avec la Slovénie.
Le tirage est de 3,5 millions de timbres.

### 5ecentenairede la mort d'Andrea Mantegna

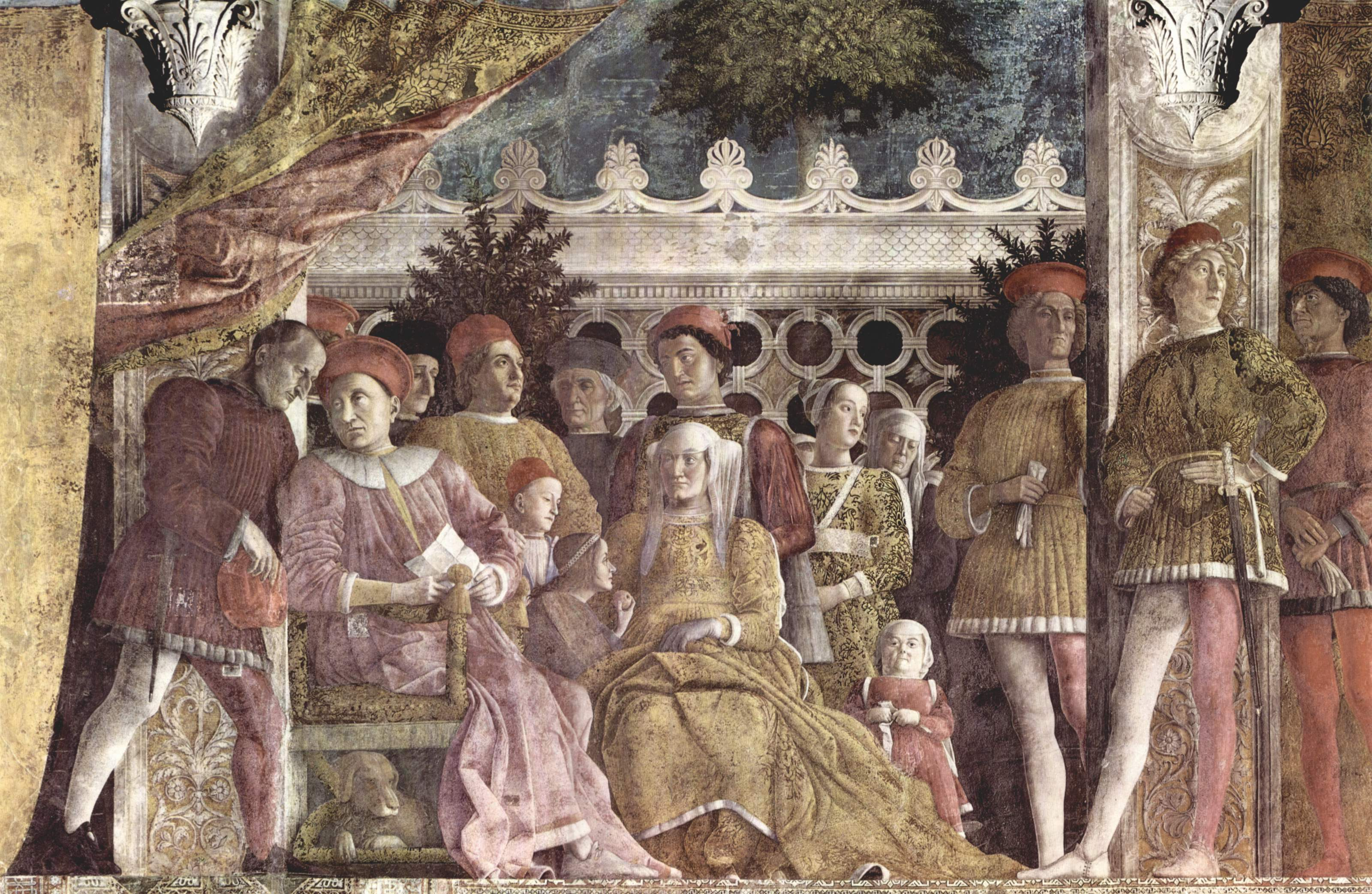
La partie reproduite sur le timbre correspond aux cinq personnages les plus à gauche.

Le 25 février, est émis un timbre artistique de 0,45 € à l'occasion des 500 ans de la mort du peintre Andrea Mantegna. Il reproduit un détail de la fresque intitulée la Cour du marquis Louis III de Mantoue (Camera degli sposi pour le lieu de réalisation, La Chambre des Époux au palais ducal de Mantoue), réalisée en 1474.
Le timbre de 3,6 × 4,4 cm est imprimé en héliogravure en feuille de vingt-cinq exemplaires.
Disponible à Mantoue et Padoue, le cachet premier jour du 25 février représente le contour des cinq personnages extraits de la fresque.
Le tirage est de 3,5 millions d'unités.

## Mars

### 28eCongrès international de la médecine du travail
Le 8 mars, est émis un timbre à surtaxe de 0,60 € + 0,30 € à l'occasion du 28e Congrès international de la médecine du travail (28° Congresso Internazionale di Medicina del Lavoro ; ou « de la santé au travail » selon certaines traductions en français), organisé à Milan. Le fond bleu clair et blanc du timbre représente la clinique du travail Luigi Devoto de Milan, et par-dessus les logotypes du congrès et du centre des congrès milanais qui accueille la manifestation. La surtaxe de 30 cents est consacré à la lutte contre le cancer du sein (pro lotta ai tumori del seno) symbolisé par un ruban rose. Ce congrès coïncide avec le centenaire de l'International Commission on Occupational Health, fondé en 1906 à Milan.
Le timbre de 3,6 × 2,6 cm est conçu par Paolo Baldi et imprimé en héliogravure en feuille de cinquante exemplaires.
Le cachet premier jour du 8 mars est disponible à Rome et reprend les principaux éléments du timbre, notamment la façade de la clinique du travail en traits noirs.
Le tirage est de 5 millions d'exemplaires.

### 9ejeuxparalympiques d'hiver Turin 2006
Le 9 mars, à l'occasion des IXes Jeux paralympiques d'hiver de 2006 (IX Giochi Paralimpici Invernali ) à Turin du 10 au 19 mars, est émis un timbre de 0,60 € reproduisant le logotype de la manifestation sportive.
Mesurant 2,6 × 3,6 cm, le timbre est imprimé en héliogravure en feuille de cinquante.
Le cachet premier jour du 9 mars est disponible à Turin et reprend le logotype des Jeux.
Le tirage est de 3,5 millions d'exemplaires.

### Made in Italy
Le 11 mars, dans la série d'usage courant Made in Italy, sont émis deux timbres sur des produits typiques d'Italie. Le 0,60 € est consacré au fabricant de crème glacée artisanale (gelato artigianale) ; une gravure ancienne montre un vendeur ambulant avec sa carriole et en gros plan un cornet de trois boules de glace. Le 2,80 € sur le marbre de Carrare (marmo di Carrara) ; sur fond d'une carrière d'extraction, est représentée une statue de Michel-Ange, Esclave rebelle.
« Gelato artigianale » est dessiné par Rita Fantini et « Marmo di Carrara » par Tiziana Trinca. Les deux timbres de 3,6 × 4,4 cm sont imprimés en héliogravure en feuille de vingt-cinq.
Les cachets premier jour du 11 mars, reproduisant le motif principal des timbres, sont disponibles pour le 0,60 € à Belluno et Capri, et le 2,80 € à Carrare.
Le tirage de chacun des timbres est de 3,5 millions d'exemplaires.

### Associazione Nazionale Italiana Cantanti
Le 17 mars, est émis un timbre commémoratif de 0,45 € pour le 25e anniversaire l'Associazione Nazionale Italiana Cantanti (en français, l'association nationale des chanteurs italiens). Cette association de chanteurs à but humanitaire participe à des matchs amicaux de football au profit d'œuvres caritatives. Derrière une portée, se tient une équipe de football disposée comme pour la photographie juste avant le début de la partie. Le logotype de l'association est représenté en bas à gauche.
Dessiné par Cristina Bruscaglia, le timbre de 3,6 × 2,6 cm est imprimé en héliogravure en feuille de cinquante exemplaires.
Le cachet premier jour du 17 mars, disponible à Milan, reprend les motifs du timbre.
Le tirage est de 3,5 millions d'exemplaires.

### Marine militaire: le porte-avionsCavour
Le 17 mars, dans la série d'usage courant Les Institutions, est émis un timbre de 0,60 € sur le porte-avions Cavour, en construction por la marine militaire italienne dont les armoiries sont reproduites en haut à droite du timbre.
Le timbre de 3,6 × 2,6 cm est imprimé en héliogravure en feuille de cinquante unités.
Le cachet à date du 17 mars reproduit les deux éléments du timbre (navire et armoiries) et est disponible à Milan.
Le tirage est de 3,5 millions d'exemplaires.

### Centenaire du tunnel du Simplon
Le 18 mars, est émis un timbre commémoratif de 0,62 € à l'occasion du centenaire du tunnel du Simplon (centenario traforo del Sempione). Inauguré le 19 mai 1906, ce tunnel ferroviaire dans les Alpes relie le Valais en Suisse au Piémont en Italie, comme le rappellent les deux drapeaux au bout du tunnel, dessinés sur le timbre.
Le timbre de 2,6 × 3,6 cm est dessiné par Tiziana Trinca pour une impression en héliogravure en feuille de cinquante unités.
Disponible à Milan et à Domodossola, la première gare exploitée par une entreprise italienne de chemins de fer italiens au sortir du tunnel, le cachet premier jour du 18 mars reprend l'illustration du timbre.
Le tirage est de 3,5 millions de timbres.

### Le tourisme
Le 24 mars, dans la série d'usage courant Le Tourisme, sont émis trois timbres de 0,45 € sur le lac de Côme (lago di Como, avec un village dominant la surface de l'eau), Versilia Vacanze dans la station balnéaire de Marina di Pietrasanta, en Toscane, et le temple de Sarapis à Pouzzoles (Pozzuoli) en Campanie.
Les timbres de 4,8 × 3 cm sont signés Antonio Ciaburro et imprimés en héliogravure en feuille de vingt-cinq.
Reprenant l'illustration des timbres, chacun des cachets premier jour du 24 mars étaient disponibles à Côme, Marina di Pietrassanta et Pouzzoles.
Chaque timbre est tiré à 3,5 millions d'exemplaires.

### Journée internationale de la montagne
Le 30 mars, est émis un timbre de 0,60 € pour annoncer l'organisation, le 11 décembre, de la journée internationale de la montagne (Giornata Internazionale della Montagna) par l'Organisation des Nations unies pour l'alimentation et l'agriculture (FAO). Un plan-coupe d'un massif montagneux est dessiné devant un globe terrestre ; le logotype de la manifestation figure en haut à gauche du timbre.
Le timbre de 3,6 × 2,6 cm est conçu par Tiziana Trinca et imprimé en héliogravure en feuille de cinquante.
Le cachet premier jour illustré comme le timbre est disponible à Rome.
Le tirage est de 3,5 millions d'exemplaires.

## Avril

### Maria Santissima Incaldana - Sanctuaire de Mondragone
Le 1er avril, dans la série d'usage courant Le patrimoine artistique et culturel italien, est émis un timbre de 0,45 € reproduisant une icône byzantine visible dans la basilique d'un sanctuaire de Campanie, le venerabile santuario di santa Maria Incaldana, sur la commune de Mondragone. L'icône est une Vierge à l'enfant représentant Marie allaitant Jésus ; tous deux portent une couronne et une auréole.
Le timbre de 4 × 4,8 cm est imprimé en héliogravure en feuille de vingt-cinq.
La Vierge à l'enfant est reprise sur le cachet premier jour du 1er avril disponible à Mondragone.

### Premier vote des citoyens italiens de l'étranger

Armes de la République italienne.

Le 3 avril, est émis un timbre de 0,62 € à l'occasion de la première participation des citoyens italiens de l'étranger aux élections législatives nationales (Primo voto dei cittadini italiani residenti all’estero). Un planisphère selon la projection de Mollweide se divise en bulletins de vote qui plonge dans une urne portant les armes de la République italienne.
Le timbre de 2,6 × 3,6 cm est dessiné par Luca Vangelli. Il est imprimé en héliogravure en feuille de cinquante exemplaires.
Le cachet premier jour reprenant le dessin de la mappemonde et de l'urne est daté du 3 avril et de Rome.
Le tirage est de 3,5 millions de timbres.

### Exposition philatélique: «les Deux Républiques»
Le 5 avril, dans le cadre d'une émission conjointe avec Saint-Marin, sont émis un timbre et un feuillet de 0,62 € représentant le fronton du palais Montecitorio, siège de la Chambre des députés italienne, et la tour du Palazzo Publico, siège du gouvernement de Saint-Marin. La partie sommitale de chacun des monuments est inscrite dans une dentelure rappelant que l'émission a lieu à l'occasion de l'exposition philatélique Les Deux Républiques (Mostra filatelica « Le due Repubbliche »). Consacrée à l'histoire des relations postales entre les deux pays, cette manifestation a lieu du 8 avril au 7 mai 2006 à Saint-Marin.
Le bloc émis simultanément propose le timbre italien se-tenant avec le timbre de Saint-Marin. Au-dessus des timbres, les allégories des républiques se rejoignent.
Le timbre de 4 × 3 cm est dessiné par Anna Maria Maresca. Il est imprimé en héliogravure en feuille de cinquante exemplaires et un bloc illustré d'un timbre se-tenant avec un exemplaire de Saint-Marin placé à sa droite.
Le tirage est de deux millions de timbres et de 550 000 blocs.
Le timbre de Saint-Marin est identique en dehors du nom du pays émetteur. Le bloc de Saint-Marin porte le timbre italien à la droite du timbre de Saint-Marin et est tiré à 150 000 exemplaires.

### 70eanniversairede l'école de ski du Cervin
Le 13 avril, est émis un timbre de 0,45 € pour le 70e anniversaire de l'École de ski du Cervin (Scuola di sci del Cervino). Fondée en 1936, elle est installée dans ce massif des Alpes. Le timbre présente le dessin d'une leçon de ski pour enfants, avec le Cervin en arrière-plan et un des logotypes de l'école en haut à droite.
Le timbre de 2,6 × 3,6 cm est dessiné par Cristina Bruscaglia et imprimé en héliogravure en feuille de cinquante.
Le cachet premier jour du 13 avril est disponible à la station de ski de Breuil-Cervinia.
Le tirage est de 3,5 millions d'exemplaires.

### Gentile da Fabriano,Madonna dell’Umiltà
Le 20 avril, est émis un timbre de 2,80 € reproduisant la Madonna dell’Umiltà du peintre Gentile di Niccolò di Giovanni Massi, connu sous le nom de Gentile da Fabriano. Il s'agit d'une Vierge à l'enfant réalisée au début des années 1420.
L'œuvre conservée au Musée national San Matteo de Pise est reproduite sur un timbre de 3,6 × 4,4 cm imprimé en héliogravure en feuille de vingt-cinq unités.
Le cachet premier jour, reprenant le motif central de la Vierge et de l'enfant, est disponible le 20 avril à Fabriano, ville natale du peintre dont il tire son surnom.
Le tirage est de 3,5 millions de timbres.

### 50eanniversairedu quotidienIl Giorno
Le 21 avril, est émis un timbre de 0,45 € pour le cinquantenaire du journal quotidien Il Giorno. L'illustration est une reprise d'un dessin de 1956 : un personnage en pyjama se lève en ouvrant sa fenêtre sur la première page du quotidien.
Le dessin original du publicitaire français Raymond Savignac est repris sur un timbre de 2,6 × 3,6 cm imprimé en héliogravure en feuille de cinquante exemplaires.
Le cachet premier jour, de même illustration, est disponible le 21 avril à Milan, ville où Il Giorno a son siège.
Le tirage est de 3,5 millions d'unités.

### 50 ans d'activité de la Cour constitutionnelle
Le 22 avril, dans la série d'usage courant Les Institutions (Li Istituzioni), est émis un timbre de 0,45 € pour le cinquantenaire du début des activités de la Cour constitutionnelle (50 anni di attività della Corte costituzionale).  Le timbre représente la salle des audiences de cette institution.
Le timbre de 4,4 × 3,6 cm est dessiné et gravé par Antonio Ciaburro. Il est imprimé en taille-douce en feuille de vingt-cinq.
Le cachet premier jour est daté du 22 avril et disponible à Rome.
Le tirage est de 3,5 millions d'exemplaires.

### Enrico Mattei 1906-1962
Le 29 avril, est émis un timbre de 0,45 € pour le centenaire de la naissance d'Enrico Mattei, résistant pendant la Seconde Guerre mondiale et premier patron de l'Ente nazionale idrocarburi (ENI), la société nationale italienne des pétroles.
Le portrait sur fond des couleurs du drapeau italien est dessiné par Gaetano Ieluzzo. Le timbre de 2,6 × 3,6 cm est imprimé en héliogravure en feuille de cinquante.
Le cachet premier jour portant un portrait de Mattei, est disponible dans sa ville natale d'Acqualagna, Matelica où il vécut une partie de sa jeunesse, et Rome.
Le tirage est de 3,5 millions de timbres.

### Régions d'Italie

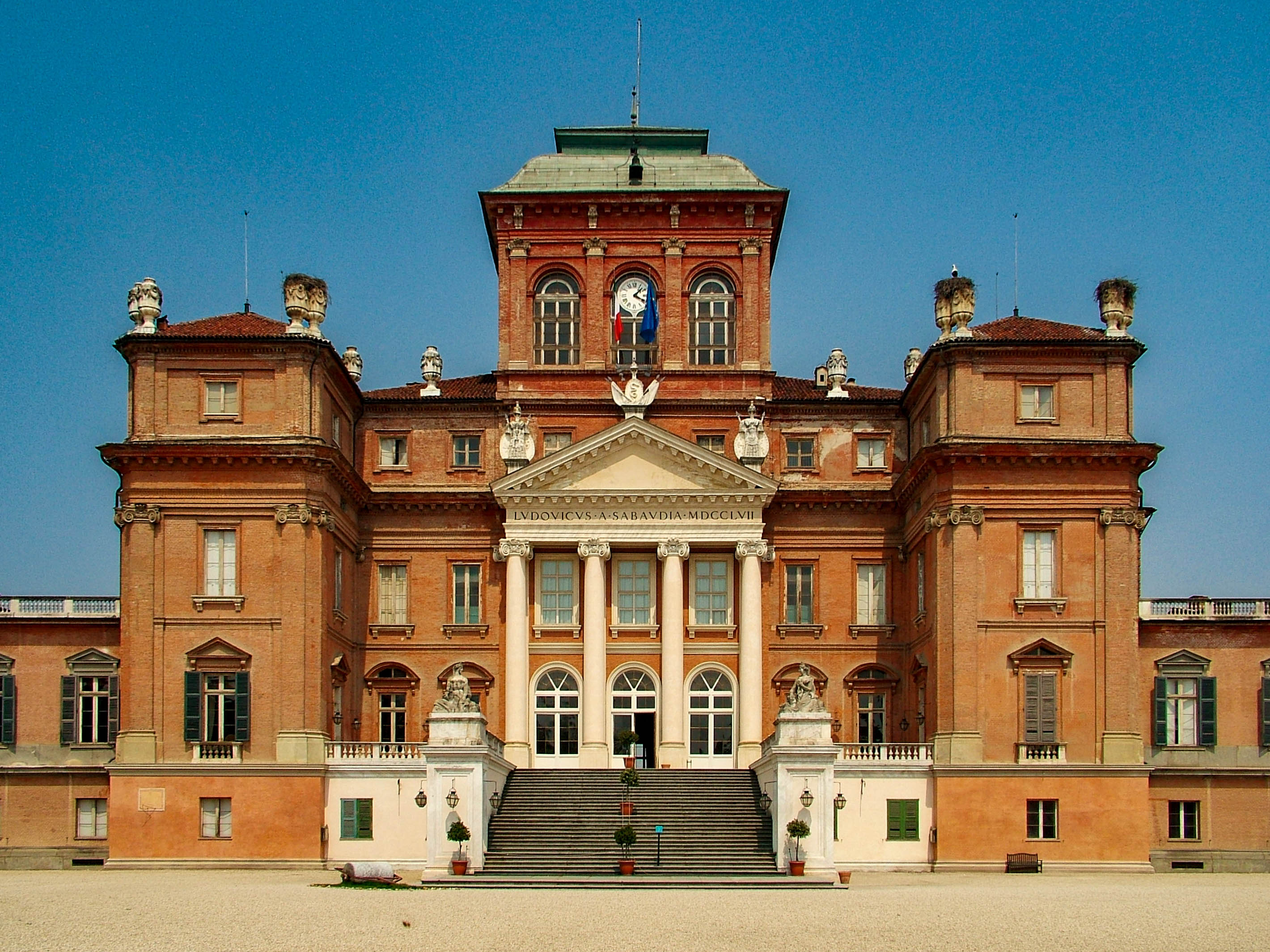
Le château de Racconigi vu de face.

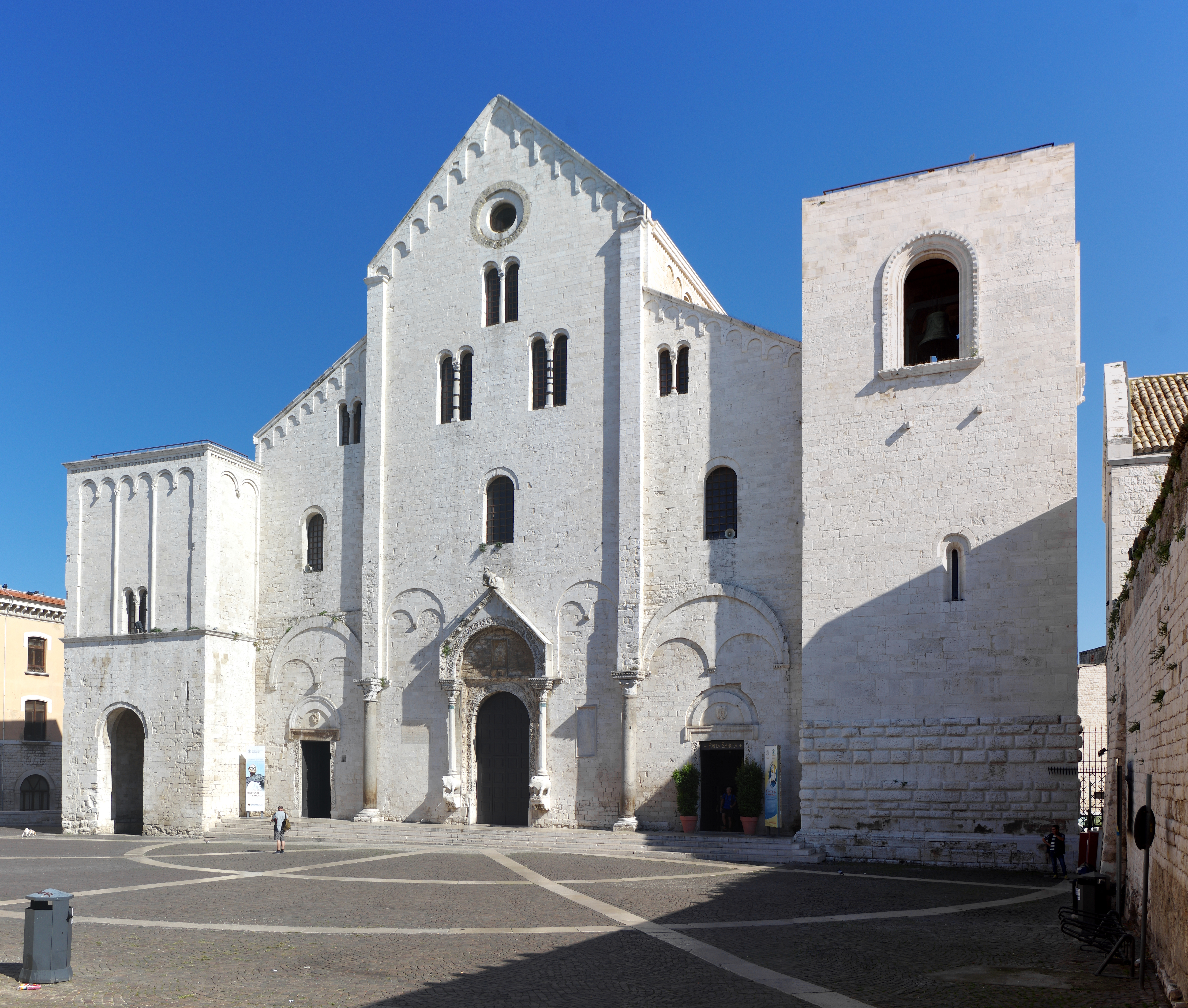
La basilique San Nicola de Bari, vue de nuit.

Le 29 avril, dans la série d'usage courant Régions d'Italie, sont émis quatre timbres de 0,45 € sur les régions du Latium (Lazio), du Piémont (Piemonte), des Pouilles (Puglia) et de Toscane (Toscana). Sur chacun, le profil géographique côtoie des éléments rappelant la région. Pour le Latium, ont été choisis le paysage verdoyant de la nécropole étrusque de Cerveteri et un sarcophage étrusque dit « des Époux » conservé au Musée national étrusque de la villa Giulia, à Rome. Sur le timbre « Piémont », la statue équestre d'Emmanuel-Philibert, prince de Piémont au XVIe siècle, a été érigée sur la place San Carlo de Turin et est l'œuvre du sculpteur Carlo Marochetti ; sur la droite de la figurine, est représenté le château de Racconigi, résidence des princes de Carignan. Le profil des Pouilles coupe le timbre en deux triangles : en bas à gauche, la basilique San Nicola de Bari et en haut à droite, l'île Tremiti en mer Adriatique. Pour la Toscane, le bord gauche porte le profil du visage du David de Michel-Ange et ouvre le timbre sur un paysage rural toscan.
Les timbres de 3,6 × 2,6 cm sont dessinés par Tiziana Trinca pour une impression en héliogravure en feuille de cinquante unités.
Chaque timbre peut être oblitéré avec un cachet premier jour reprenant l'essentiel de son illustration. Le cachet est disponible à Bari (« Pouilles »), Florence (« Toscane »), Rome (« Latium ») et Turin (« Piémont »).
Le tirage est de 4,5 millions pour chacun des quatre timbres.

## Mai

### Centenaire de la Targa Florio
Le 6 mai, est émis un timbre de 0,60 € pour le centenaire, jour pour jour, de la première édition de la course automobile sicilienne, la Targa Florio qui a disparu en 1977. Sur ce timbre, est reproduit une peinture de 1930 sur cette course.
L'œuvre de Margaret Bradley de 1930 est imprimée en héliogravure sur un timbre de 4,4 × 3,6 cm conditionné en feuille de vingt-cinq.
Réinterprétant en contours noirs la peinture de Bradley, le cachet premier jour est disponible à Palerme et Termini Imerese, en Sicile.
Le tirage est de 3,5 millions d'exemplaires.

### Christophe Colomb,5ecentenairede sa mort
Le 6 mai, est émis un timbre commémoratif de 0,62 € pour le cinquième centenaire de la mort de Christophe Colomb (Cristoforo Colombo. V centenario della morte). Le navigateur, cheveux blanchis par l'âge, rédige un ouvrage, avec à l'arrière-plan le profil des trois navires de sa première expédition dans un ensemble de couleurs orangées.
Le timbre de 3,6 × 2,6 cm est dessiné par Anna Maria Maresca. Il est imprimé en héliogravure en feuille de cinquante unités.
Reprenant la scène, le cachet premier jour est disponible à Gênes, réputée ville natale de l'explorateur.
Le tirage est de 3,5 millions de timbres.

### Europa: l'intégration vue par les jeunes
Le 8 mai, dans le cadre de l'émission Europa, sont émis deux timbres de 0,45 € et 0,62 € sur le thème commun de l'intégration vue par les jeunes (l’integrazione vista dai giovani). Le dessin du 0,45 € représente cinq jeunes d'origines différentes assis sur un mur. Le 0,62 € montre les mêmes personnages de dos, se tenant par les bras.
Les deux timbres de 3,6 × 2,6 cm sont dessinés par Anna Maria Maresca. Imprimés en héliogravure, ils sont conditionnés en feuille de cinquante.
Le cachet premier jour illustré des mêmes personnages, cette fois-ci debout devant le mur, est disponible à Rome.
Le tirage est de 4 millions d'exemplaires pour chacun des deux timbres.

### Assemblée du Conseil international du sport militaire
Le 9 mai, est émis un timbre de 0,45 € à l'occasion de la 61e assemblée générale du Conseil international du sport militaire (Assemblea Generale del Consiglio Internazionale dello Sport Militare) organisée à Rome du 15 au 22 mai 2006. Le timbre de fond blanc est illustré du logotype de l'assemblée : le Colisée en nuances de gris et une épée entourée de cinq anneaux.
Le dessin du timbre de 3,6 × 2,6 cm est conçu par Vincenzo Mazziotta. Le timbre est imprimé en héliogravure en feuille de cinquante unités.
Le tirage est de 3,5 millions de timbres.

### Olympiade d'échecs de 2006 à Turin
|   | a | b | c | d | e | f | g | h |   |
| 8 | Tour noire sur case blanche a8 · Cavalier noir sur case noire b8 · Fou noir sur case blanche c8 · Dame noire sur case noire d8 · Roi noir sur case blanche e8 · Fou noir sur case noire f8 · Tour noire sur case noire h8 · Pion noir sur case noire a7 · Pion noir sur case blanche b7 · Pion noir sur case noire c7 · Pion noir sur case blanche d7 · Pion noir sur case noire e7 · Pion noir sur case blanche f7 · Pion noir sur case noire g7 · Pion noir sur case blanche h7 · Cavalier noir sur case noire f6 · Pion blanc sur case blanche e4 · Pion blanc sur case blanche a2 · Pion blanc sur case noire b2 · Pion blanc sur case blanche c2 · Pion blanc sur case noire d2 · Pion blanc sur case noire f2 · Pion blanc sur case blanche g2 · Pion blanc sur case noire h2 · Tour blanche sur case noire a1 · Cavalier blanc sur case blanche b1 · Fou blanc sur case noire c1 · Dame blanche sur case blanche d1 · Roi blanc sur case noire e1 · Fou blanc sur case blanche f1 · Cavalier blanc sur case noire g1 · Tour blanche sur case blanche h1 | Tour noire sur case blanche a8 · Cavalier noir sur case noire b8 · Fou noir sur case blanche c8 · Dame noire sur case noire d8 · Roi noir sur case blanche e8 · Fou noir sur case noire f8 · Tour noire sur case noire h8 · Pion noir sur case noire a7 · Pion noir sur case blanche b7 · Pion noir sur case noire c7 · Pion noir sur case blanche d7 · Pion noir sur case noire e7 · Pion noir sur case blanche f7 · Pion noir sur case noire g7 · Pion noir sur case blanche h7 · Cavalier noir sur case noire f6 · Pion blanc sur case blanche e4 · Pion blanc sur case blanche a2 · Pion blanc sur case noire b2 · Pion blanc sur case blanche c2 · Pion blanc sur case noire d2 · Pion blanc sur case noire f2 · Pion blanc sur case blanche g2 · Pion blanc sur case noire h2 · Tour blanche sur case noire a1 · Cavalier blanc sur case blanche b1 · Fou blanc sur case noire c1 · Dame blanche sur case blanche d1 · Roi blanc sur case noire e1 · Fou blanc sur case blanche f1 · Cavalier blanc sur case noire g1 · Tour blanche sur case blanche h1 | Tour noire sur case blanche a8 · Cavalier noir sur case noire b8 · Fou noir sur case blanche c8 · Dame noire sur case noire d8 · Roi noir sur case blanche e8 · Fou noir sur case noire f8 · Tour noire sur case noire h8 · Pion noir sur case noire a7 · Pion noir sur case blanche b7 · Pion noir sur case noire c7 · Pion noir sur case blanche d7 · Pion noir sur case noire e7 · Pion noir sur case blanche f7 · Pion noir sur case noire g7 · Pion noir sur case blanche h7 · Cavalier noir sur case noire f6 · Pion blanc sur case blanche e4 · Pion blanc sur case blanche a2 · Pion blanc sur case noire b2 · Pion blanc sur case blanche c2 · Pion blanc sur case noire d2 · Pion blanc sur case noire f2 · Pion blanc sur case blanche g2 · Pion blanc sur case noire h2 · Tour blanche sur case noire a1 · Cavalier blanc sur case blanche b1 · Fou blanc sur case noire c1 · Dame blanche sur case blanche d1 · Roi blanc sur case noire e1 · Fou blanc sur case blanche f1 · Cavalier blanc sur case noire g1 · Tour blanche sur case blanche h1 | Tour noire sur case blanche a8 · Cavalier noir sur case noire b8 · Fou noir sur case blanche c8 · Dame noire sur case noire d8 · Roi noir sur case blanche e8 · Fou noir sur case noire f8 · Tour noire sur case noire h8 · Pion noir sur case noire a7 · Pion noir sur case blanche b7 · Pion noir sur case noire c7 · Pion noir sur case blanche d7 · Pion noir sur case noire e7 · Pion noir sur case blanche f7 · Pion noir sur case noire g7 · Pion noir sur case blanche h7 · Cavalier noir sur case noire f6 · Pion blanc sur case blanche e4 · Pion blanc sur case blanche a2 · Pion blanc sur case noire b2 · Pion blanc sur case blanche c2 · Pion blanc sur case noire d2 · Pion blanc sur case noire f2 · Pion blanc sur case blanche g2 · Pion blanc sur case noire h2 · Tour blanche sur case noire a1 · Cavalier blanc sur case blanche b1 · Fou blanc sur case noire c1 · Dame blanche sur case blanche d1 · Roi blanc sur case noire e1 · Fou blanc sur case blanche f1 · Cavalier blanc sur case noire g1 · Tour blanche sur case blanche h1 | Tour noire sur case blanche a8 · Cavalier noir sur case noire b8 · Fou noir sur case blanche c8 · Dame noire sur case noire d8 · Roi noir sur case blanche e8 · Fou noir sur case noire f8 · Tour noire sur case noire h8 · Pion noir sur case noire a7 · Pion noir sur case blanche b7 · Pion noir sur case noire c7 · Pion noir sur case blanche d7 · Pion noir sur case noire e7 · Pion noir sur case blanche f7 · Pion noir sur case noire g7 · Pion noir sur case blanche h7 · Cavalier noir sur case noire f6 · Pion blanc sur case blanche e4 · Pion blanc sur case blanche a2 · Pion blanc sur case noire b2 · Pion blanc sur case blanche c2 · Pion blanc sur case noire d2 · Pion blanc sur case noire f2 · Pion blanc sur case blanche g2 · Pion blanc sur case noire h2 · Tour blanche sur case noire a1 · Cavalier blanc sur case blanche b1 · Fou blanc sur case noire c1 · Dame blanche sur case blanche d1 · Roi blanc sur case noire e1 · Fou blanc sur case blanche f1 · Cavalier blanc sur case noire g1 · Tour blanche sur case blanche h1 | Tour noire sur case blanche a8 · Cavalier noir sur case noire b8 · Fou noir sur case blanche c8 · Dame noire sur case noire d8 · Roi noir sur case blanche e8 · Fou noir sur case noire f8 · Tour noire sur case noire h8 · Pion noir sur case noire a7 · Pion noir sur case blanche b7 · Pion noir sur case noire c7 · Pion noir sur case blanche d7 · Pion noir sur case noire e7 · Pion noir sur case blanche f7 · Pion noir sur case noire g7 · Pion noir sur case blanche h7 · Cavalier noir sur case noire f6 · Pion blanc sur case blanche e4 · Pion blanc sur case blanche a2 · Pion blanc sur case noire b2 · Pion blanc sur case blanche c2 · Pion blanc sur case noire d2 · Pion blanc sur case noire f2 · Pion blanc sur case blanche g2 · Pion blanc sur case noire h2 · Tour blanche sur case noire a1 · Cavalier blanc sur case blanche b1 · Fou blanc sur case noire c1 · Dame blanche sur case blanche d1 · Roi blanc sur case noire e1 · Fou blanc sur case blanche f1 · Cavalier blanc sur case noire g1 · Tour blanche sur case blanche h1 | Tour noire sur case blanche a8 · Cavalier noir sur case noire b8 · Fou noir sur case blanche c8 · Dame noire sur case noire d8 · Roi noir sur case blanche e8 · Fou noir sur case noire f8 · Tour noire sur case noire h8 · Pion noir sur case noire a7 · Pion noir sur case blanche b7 · Pion noir sur case noire c7 · Pion noir sur case blanche d7 · Pion noir sur case noire e7 · Pion noir sur case blanche f7 · Pion noir sur case noire g7 · Pion noir sur case blanche h7 · Cavalier noir sur case noire f6 · Pion blanc sur case blanche e4 · Pion blanc sur case blanche a2 · Pion blanc sur case noire b2 · Pion blanc sur case blanche c2 · Pion blanc sur case noire d2 · Pion blanc sur case noire f2 · Pion blanc sur case blanche g2 · Pion blanc sur case noire h2 · Tour blanche sur case noire a1 · Cavalier blanc sur case blanche b1 · Fou blanc sur case noire c1 · Dame blanche sur case blanche d1 · Roi blanc sur case noire e1 · Fou blanc sur case blanche f1 · Cavalier blanc sur case noire g1 · Tour blanche sur case blanche h1 | Tour noire sur case blanche a8 · Cavalier noir sur case noire b8 · Fou noir sur case blanche c8 · Dame noire sur case noire d8 · Roi noir sur case blanche e8 · Fou noir sur case noire f8 · Tour noire sur case noire h8 · Pion noir sur case noire a7 · Pion noir sur case blanche b7 · Pion noir sur case noire c7 · Pion noir sur case blanche d7 · Pion noir sur case noire e7 · Pion noir sur case blanche f7 · Pion noir sur case noire g7 · Pion noir sur case blanche h7 · Cavalier noir sur case noire f6 · Pion blanc sur case blanche e4 · Pion blanc sur case blanche a2 · Pion blanc sur case noire b2 · Pion blanc sur case blanche c2 · Pion blanc sur case noire d2 · Pion blanc sur case noire f2 · Pion blanc sur case blanche g2 · Pion blanc sur case noire h2 · Tour blanche sur case noire a1 · Cavalier blanc sur case blanche b1 · Fou blanc sur case noire c1 · Dame blanche sur case blanche d1 · Roi blanc sur case noire e1 · Fou blanc sur case blanche f1 · Cavalier blanc sur case noire g1 · Tour blanche sur case blanche h1 | 8 |
| 7 | Tour noire sur case blanche a8 · Cavalier noir sur case noire b8 · Fou noir sur case blanche c8 · Dame noire sur case noire d8 · Roi noir sur case blanche e8 · Fou noir sur case noire f8 · Tour noire sur case noire h8 · Pion noir sur case noire a7 · Pion noir sur case blanche b7 · Pion noir sur case noire c7 · Pion noir sur case blanche d7 · Pion noir sur case noire e7 · Pion noir sur case blanche f7 · Pion noir sur case noire g7 · Pion noir sur case blanche h7 · Cavalier noir sur case noire f6 · Pion blanc sur case blanche e4 · Pion blanc sur case blanche a2 · Pion blanc sur case noire b2 · Pion blanc sur case blanche c2 · Pion blanc sur case noire d2 · Pion blanc sur case noire f2 · Pion blanc sur case blanche g2 · Pion blanc sur case noire h2 · Tour blanche sur case noire a1 · Cavalier blanc sur case blanche b1 · Fou blanc sur case noire c1 · Dame blanche sur case blanche d1 · Roi blanc sur case noire e1 · Fou blanc sur case blanche f1 · Cavalier blanc sur case noire g1 · Tour blanche sur case blanche h1 | Tour noire sur case blanche a8 · Cavalier noir sur case noire b8 · Fou noir sur case blanche c8 · Dame noire sur case noire d8 · Roi noir sur case blanche e8 · Fou noir sur case noire f8 · Tour noire sur case noire h8 · Pion noir sur case noire a7 · Pion noir sur case blanche b7 · Pion noir sur case noire c7 · Pion noir sur case blanche d7 · Pion noir sur case noire e7 · Pion noir sur case blanche f7 · Pion noir sur case noire g7 · Pion noir sur case blanche h7 · Cavalier noir sur case noire f6 · Pion blanc sur case blanche e4 · Pion blanc sur case blanche a2 · Pion blanc sur case noire b2 · Pion blanc sur case blanche c2 · Pion blanc sur case noire d2 · Pion blanc sur case noire f2 · Pion blanc sur case blanche g2 · Pion blanc sur case noire h2 · Tour blanche sur case noire a1 · Cavalier blanc sur case blanche b1 · Fou blanc sur case noire c1 · Dame blanche sur case blanche d1 · Roi blanc sur case noire e1 · Fou blanc sur case blanche f1 · Cavalier blanc sur case noire g1 · Tour blanche sur case blanche h1 | Tour noire sur case blanche a8 · Cavalier noir sur case noire b8 · Fou noir sur case blanche c8 · Dame noire sur case noire d8 · Roi noir sur case blanche e8 · Fou noir sur case noire f8 · Tour noire sur case noire h8 · Pion noir sur case noire a7 · Pion noir sur case blanche b7 · Pion noir sur case noire c7 · Pion noir sur case blanche d7 · Pion noir sur case noire e7 · Pion noir sur case blanche f7 · Pion noir sur case noire g7 · Pion noir sur case blanche h7 · Cavalier noir sur case noire f6 · Pion blanc sur case blanche e4 · Pion blanc sur case blanche a2 · Pion blanc sur case noire b2 · Pion blanc sur case blanche c2 · Pion blanc sur case noire d2 · Pion blanc sur case noire f2 · Pion blanc sur case blanche g2 · Pion blanc sur case noire h2 · Tour blanche sur case noire a1 · Cavalier blanc sur case blanche b1 · Fou blanc sur case noire c1 · Dame blanche sur case blanche d1 · Roi blanc sur case noire e1 · Fou blanc sur case blanche f1 · Cavalier blanc sur case noire g1 · Tour blanche sur case blanche h1 | Tour noire sur case blanche a8 · Cavalier noir sur case noire b8 · Fou noir sur case blanche c8 · Dame noire sur case noire d8 · Roi noir sur case blanche e8 · Fou noir sur case noire f8 · Tour noire sur case noire h8 · Pion noir sur case noire a7 · Pion noir sur case blanche b7 · Pion noir sur case noire c7 · Pion noir sur case blanche d7 · Pion noir sur case noire e7 · Pion noir sur case blanche f7 · Pion noir sur case noire g7 · Pion noir sur case blanche h7 · Cavalier noir sur case noire f6 · Pion blanc sur case blanche e4 · Pion blanc sur case blanche a2 · Pion blanc sur case noire b2 · Pion blanc sur case blanche c2 · Pion blanc sur case noire d2 · Pion blanc sur case noire f2 · Pion blanc sur case blanche g2 · Pion blanc sur case noire h2 · Tour blanche sur case noire a1 · Cavalier blanc sur case blanche b1 · Fou blanc sur case noire c1 · Dame blanche sur case blanche d1 · Roi blanc sur case noire e1 · Fou blanc sur case blanche f1 · Cavalier blanc sur case noire g1 · Tour blanche sur case blanche h1 | Tour noire sur case blanche a8 · Cavalier noir sur case noire b8 · Fou noir sur case blanche c8 · Dame noire sur case noire d8 · Roi noir sur case blanche e8 · Fou noir sur case noire f8 · Tour noire sur case noire h8 · Pion noir sur case noire a7 · Pion noir sur case blanche b7 · Pion noir sur case noire c7 · Pion noir sur case blanche d7 · Pion noir sur case noire e7 · Pion noir sur case blanche f7 · Pion noir sur case noire g7 · Pion noir sur case blanche h7 · Cavalier noir sur case noire f6 · Pion blanc sur case blanche e4 · Pion blanc sur case blanche a2 · Pion blanc sur case noire b2 · Pion blanc sur case blanche c2 · Pion blanc sur case noire d2 · Pion blanc sur case noire f2 · Pion blanc sur case blanche g2 · Pion blanc sur case noire h2 · Tour blanche sur case noire a1 · Cavalier blanc sur case blanche b1 · Fou blanc sur case noire c1 · Dame blanche sur case blanche d1 · Roi blanc sur case noire e1 · Fou blanc sur case blanche f1 · Cavalier blanc sur case noire g1 · Tour blanche sur case blanche h1 | Tour noire sur case blanche a8 · Cavalier noir sur case noire b8 · Fou noir sur case blanche c8 · Dame noire sur case noire d8 · Roi noir sur case blanche e8 · Fou noir sur case noire f8 · Tour noire sur case noire h8 · Pion noir sur case noire a7 · Pion noir sur case blanche b7 · Pion noir sur case noire c7 · Pion noir sur case blanche d7 · Pion noir sur case noire e7 · Pion noir sur case blanche f7 · Pion noir sur case noire g7 · Pion noir sur case blanche h7 · Cavalier noir sur case noire f6 · Pion blanc sur case blanche e4 · Pion blanc sur case blanche a2 · Pion blanc sur case noire b2 · Pion blanc sur case blanche c2 · Pion blanc sur case noire d2 · Pion blanc sur case noire f2 · Pion blanc sur case blanche g2 · Pion blanc sur case noire h2 · Tour blanche sur case noire a1 · Cavalier blanc sur case blanche b1 · Fou blanc sur case noire c1 · Dame blanche sur case blanche d1 · Roi blanc sur case noire e1 · Fou blanc sur case blanche f1 · Cavalier blanc sur case noire g1 · Tour blanche sur case blanche h1 | Tour noire sur case blanche a8 · Cavalier noir sur case noire b8 · Fou noir sur case blanche c8 · Dame noire sur case noire d8 · Roi noir sur case blanche e8 · Fou noir sur case noire f8 · Tour noire sur case noire h8 · Pion noir sur case noire a7 · Pion noir sur case blanche b7 · Pion noir sur case noire c7 · Pion noir sur case blanche d7 · Pion noir sur case noire e7 · Pion noir sur case blanche f7 · Pion noir sur case noire g7 · Pion noir sur case blanche h7 · Cavalier noir sur case noire f6 · Pion blanc sur case blanche e4 · Pion blanc sur case blanche a2 · Pion blanc sur case noire b2 · Pion blanc sur case blanche c2 · Pion blanc sur case noire d2 · Pion blanc sur case noire f2 · Pion blanc sur case blanche g2 · Pion blanc sur case noire h2 · Tour blanche sur case noire a1 · Cavalier blanc sur case blanche b1 · Fou blanc sur case noire c1 · Dame blanche sur case blanche d1 · Roi blanc sur case noire e1 · Fou blanc sur case blanche f1 · Cavalier blanc sur case noire g1 · Tour blanche sur case blanche h1 | Tour noire sur case blanche a8 · Cavalier noir sur case noire b8 · Fou noir sur case blanche c8 · Dame noire sur case noire d8 · Roi noir sur case blanche e8 · Fou noir sur case noire f8 · Tour noire sur case noire h8 · Pion noir sur case noire a7 · Pion noir sur case blanche b7 · Pion noir sur case noire c7 · Pion noir sur case blanche d7 · Pion noir sur case noire e7 · Pion noir sur case blanche f7 · Pion noir sur case noire g7 · Pion noir sur case blanche h7 · Cavalier noir sur case noire f6 · Pion blanc sur case blanche e4 · Pion blanc sur case blanche a2 · Pion blanc sur case noire b2 · Pion blanc sur case blanche c2 · Pion blanc sur case noire d2 · Pion blanc sur case noire f2 · Pion blanc sur case blanche g2 · Pion blanc sur case noire h2 · Tour blanche sur case noire a1 · Cavalier blanc sur case blanche b1 · Fou blanc sur case noire c1 · Dame blanche sur case blanche d1 · Roi blanc sur case noire e1 · Fou blanc sur case blanche f1 · Cavalier blanc sur case noire g1 · Tour blanche sur case blanche h1 | 7 |
| 6 | Tour noire sur case blanche a8 · Cavalier noir sur case noire b8 · Fou noir sur case blanche c8 · Dame noire sur case noire d8 · Roi noir sur case blanche e8 · Fou noir sur case noire f8 · Tour noire sur case noire h8 · Pion noir sur case noire a7 · Pion noir sur case blanche b7 · Pion noir sur case noire c7 · Pion noir sur case blanche d7 · Pion noir sur case noire e7 · Pion noir sur case blanche f7 · Pion noir sur case noire g7 · Pion noir sur case blanche h7 · Cavalier noir sur case noire f6 · Pion blanc sur case blanche e4 · Pion blanc sur case blanche a2 · Pion blanc sur case noire b2 · Pion blanc sur case blanche c2 · Pion blanc sur case noire d2 · Pion blanc sur case noire f2 · Pion blanc sur case blanche g2 · Pion blanc sur case noire h2 · Tour blanche sur case noire a1 · Cavalier blanc sur case blanche b1 · Fou blanc sur case noire c1 · Dame blanche sur case blanche d1 · Roi blanc sur case noire e1 · Fou blanc sur case blanche f1 · Cavalier blanc sur case noire g1 · Tour blanche sur case blanche h1 | Tour noire sur case blanche a8 · Cavalier noir sur case noire b8 · Fou noir sur case blanche c8 · Dame noire sur case noire d8 · Roi noir sur case blanche e8 · Fou noir sur case noire f8 · Tour noire sur case noire h8 · Pion noir sur case noire a7 · Pion noir sur case blanche b7 · Pion noir sur case noire c7 · Pion noir sur case blanche d7 · Pion noir sur case noire e7 · Pion noir sur case blanche f7 · Pion noir sur case noire g7 · Pion noir sur case blanche h7 · Cavalier noir sur case noire f6 · Pion blanc sur case blanche e4 · Pion blanc sur case blanche a2 · Pion blanc sur case noire b2 · Pion blanc sur case blanche c2 · Pion blanc sur case noire d2 · Pion blanc sur case noire f2 · Pion blanc sur case blanche g2 · Pion blanc sur case noire h2 · Tour blanche sur case noire a1 · Cavalier blanc sur case blanche b1 · Fou blanc sur case noire c1 · Dame blanche sur case blanche d1 · Roi blanc sur case noire e1 · Fou blanc sur case blanche f1 · Cavalier blanc sur case noire g1 · Tour blanche sur case blanche h1 | Tour noire sur case blanche a8 · Cavalier noir sur case noire b8 · Fou noir sur case blanche c8 · Dame noire sur case noire d8 · Roi noir sur case blanche e8 · Fou noir sur case noire f8 · Tour noire sur case noire h8 · Pion noir sur case noire a7 · Pion noir sur case blanche b7 · Pion noir sur case noire c7 · Pion noir sur case blanche d7 · Pion noir sur case noire e7 · Pion noir sur case blanche f7 · Pion noir sur case noire g7 · Pion noir sur case blanche h7 · Cavalier noir sur case noire f6 · Pion blanc sur case blanche e4 · Pion blanc sur case blanche a2 · Pion blanc sur case noire b2 · Pion blanc sur case blanche c2 · Pion blanc sur case noire d2 · Pion blanc sur case noire f2 · Pion blanc sur case blanche g2 · Pion blanc sur case noire h2 · Tour blanche sur case noire a1 · Cavalier blanc sur case blanche b1 · Fou blanc sur case noire c1 · Dame blanche sur case blanche d1 · Roi blanc sur case noire e1 · Fou blanc sur case blanche f1 · Cavalier blanc sur case noire g1 · Tour blanche sur case blanche h1 | Tour noire sur case blanche a8 · Cavalier noir sur case noire b8 · Fou noir sur case blanche c8 · Dame noire sur case noire d8 · Roi noir sur case blanche e8 · Fou noir sur case noire f8 · Tour noire sur case noire h8 · Pion noir sur case noire a7 · Pion noir sur case blanche b7 · Pion noir sur case noire c7 · Pion noir sur case blanche d7 · Pion noir sur case noire e7 · Pion noir sur case blanche f7 · Pion noir sur case noire g7 · Pion noir sur case blanche h7 · Cavalier noir sur case noire f6 · Pion blanc sur case blanche e4 · Pion blanc sur case blanche a2 · Pion blanc sur case noire b2 · Pion blanc sur case blanche c2 · Pion blanc sur case noire d2 · Pion blanc sur case noire f2 · Pion blanc sur case blanche g2 · Pion blanc sur case noire h2 · Tour blanche sur case noire a1 · Cavalier blanc sur case blanche b1 · Fou blanc sur case noire c1 · Dame blanche sur case blanche d1 · Roi blanc sur case noire e1 · Fou blanc sur case blanche f1 · Cavalier blanc sur case noire g1 · Tour blanche sur case blanche h1 | Tour noire sur case blanche a8 · Cavalier noir sur case noire b8 · Fou noir sur case blanche c8 · Dame noire sur case noire d8 · Roi noir sur case blanche e8 · Fou noir sur case noire f8 · Tour noire sur case noire h8 · Pion noir sur case noire a7 · Pion noir sur case blanche b7 · Pion noir sur case noire c7 · Pion noir sur case blanche d7 · Pion noir sur case noire e7 · Pion noir sur case blanche f7 · Pion noir sur case noire g7 · Pion noir sur case blanche h7 · Cavalier noir sur case noire f6 · Pion blanc sur case blanche e4 · Pion blanc sur case blanche a2 · Pion blanc sur case noire b2 · Pion blanc sur case blanche c2 · Pion blanc sur case noire d2 · Pion blanc sur case noire f2 · Pion blanc sur case blanche g2 · Pion blanc sur case noire h2 · Tour blanche sur case noire a1 · Cavalier blanc sur case blanche b1 · Fou blanc sur case noire c1 · Dame blanche sur case blanche d1 · Roi blanc sur case noire e1 · Fou blanc sur case blanche f1 · Cavalier blanc sur case noire g1 · Tour blanche sur case blanche h1 | Tour noire sur case blanche a8 · Cavalier noir sur case noire b8 · Fou noir sur case blanche c8 · Dame noire sur case noire d8 · Roi noir sur case blanche e8 · Fou noir sur case noire f8 · Tour noire sur case noire h8 · Pion noir sur case noire a7 · Pion noir sur case blanche b7 · Pion noir sur case noire c7 · Pion noir sur case blanche d7 · Pion noir sur case noire e7 · Pion noir sur case blanche f7 · Pion noir sur case noire g7 · Pion noir sur case blanche h7 · Cavalier noir sur case noire f6 · Pion blanc sur case blanche e4 · Pion blanc sur case blanche a2 · Pion blanc sur case noire b2 · Pion blanc sur case blanche c2 · Pion blanc sur case noire d2 · Pion blanc sur case noire f2 · Pion blanc sur case blanche g2 · Pion blanc sur case noire h2 · Tour blanche sur case noire a1 · Cavalier blanc sur case blanche b1 · Fou blanc sur case noire c1 · Dame blanche sur case blanche d1 · Roi blanc sur case noire e1 · Fou blanc sur case blanche f1 · Cavalier blanc sur case noire g1 · Tour blanche sur case blanche h1 | Tour noire sur case blanche a8 · Cavalier noir sur case noire b8 · Fou noir sur case blanche c8 · Dame noire sur case noire d8 · Roi noir sur case blanche e8 · Fou noir sur case noire f8 · Tour noire sur case noire h8 · Pion noir sur case noire a7 · Pion noir sur case blanche b7 · Pion noir sur case noire c7 · Pion noir sur case blanche d7 · Pion noir sur case noire e7 · Pion noir sur case blanche f7 · Pion noir sur case noire g7 · Pion noir sur case blanche h7 · Cavalier noir sur case noire f6 · Pion blanc sur case blanche e4 · Pion blanc sur case blanche a2 · Pion blanc sur case noire b2 · Pion blanc sur case blanche c2 · Pion blanc sur case noire d2 · Pion blanc sur case noire f2 · Pion blanc sur case blanche g2 · Pion blanc sur case noire h2 · Tour blanche sur case noire a1 · Cavalier blanc sur case blanche b1 · Fou blanc sur case noire c1 · Dame blanche sur case blanche d1 · Roi blanc sur case noire e1 · Fou blanc sur case blanche f1 · Cavalier blanc sur case noire g1 · Tour blanche sur case blanche h1 | Tour noire sur case blanche a8 · Cavalier noir sur case noire b8 · Fou noir sur case blanche c8 · Dame noire sur case noire d8 · Roi noir sur case blanche e8 · Fou noir sur case noire f8 · Tour noire sur case noire h8 · Pion noir sur case noire a7 · Pion noir sur case blanche b7 · Pion noir sur case noire c7 · Pion noir sur case blanche d7 · Pion noir sur case noire e7 · Pion noir sur case blanche f7 · Pion noir sur case noire g7 · Pion noir sur case blanche h7 · Cavalier noir sur case noire f6 · Pion blanc sur case blanche e4 · Pion blanc sur case blanche a2 · Pion blanc sur case noire b2 · Pion blanc sur case blanche c2 · Pion blanc sur case noire d2 · Pion blanc sur case noire f2 · Pion blanc sur case blanche g2 · Pion blanc sur case noire h2 · Tour blanche sur case noire a1 · Cavalier blanc sur case blanche b1 · Fou blanc sur case noire c1 · Dame blanche sur case blanche d1 · Roi blanc sur case noire e1 · Fou blanc sur case blanche f1 · Cavalier blanc sur case noire g1 · Tour blanche sur case blanche h1 | 6 |
| 5 | Tour noire sur case blanche a8 · Cavalier noir sur case noire b8 · Fou noir sur case blanche c8 · Dame noire sur case noire d8 · Roi noir sur case blanche e8 · Fou noir sur case noire f8 · Tour noire sur case noire h8 · Pion noir sur case noire a7 · Pion noir sur case blanche b7 · Pion noir sur case noire c7 · Pion noir sur case blanche d7 · Pion noir sur case noire e7 · Pion noir sur case blanche f7 · Pion noir sur case noire g7 · Pion noir sur case blanche h7 · Cavalier noir sur case noire f6 · Pion blanc sur case blanche e4 · Pion blanc sur case blanche a2 · Pion blanc sur case noire b2 · Pion blanc sur case blanche c2 · Pion blanc sur case noire d2 · Pion blanc sur case noire f2 · Pion blanc sur case blanche g2 · Pion blanc sur case noire h2 · Tour blanche sur case noire a1 · Cavalier blanc sur case blanche b1 · Fou blanc sur case noire c1 · Dame blanche sur case blanche d1 · Roi blanc sur case noire e1 · Fou blanc sur case blanche f1 · Cavalier blanc sur case noire g1 · Tour blanche sur case blanche h1 | Tour noire sur case blanche a8 · Cavalier noir sur case noire b8 · Fou noir sur case blanche c8 · Dame noire sur case noire d8 · Roi noir sur case blanche e8 · Fou noir sur case noire f8 · Tour noire sur case noire h8 · Pion noir sur case noire a7 · Pion noir sur case blanche b7 · Pion noir sur case noire c7 · Pion noir sur case blanche d7 · Pion noir sur case noire e7 · Pion noir sur case blanche f7 · Pion noir sur case noire g7 · Pion noir sur case blanche h7 · Cavalier noir sur case noire f6 · Pion blanc sur case blanche e4 · Pion blanc sur case blanche a2 · Pion blanc sur case noire b2 · Pion blanc sur case blanche c2 · Pion blanc sur case noire d2 · Pion blanc sur case noire f2 · Pion blanc sur case blanche g2 · Pion blanc sur case noire h2 · Tour blanche sur case noire a1 · Cavalier blanc sur case blanche b1 · Fou blanc sur case noire c1 · Dame blanche sur case blanche d1 · Roi blanc sur case noire e1 · Fou blanc sur case blanche f1 · Cavalier blanc sur case noire g1 · Tour blanche sur case blanche h1 | Tour noire sur case blanche a8 · Cavalier noir sur case noire b8 · Fou noir sur case blanche c8 · Dame noire sur case noire d8 · Roi noir sur case blanche e8 · Fou noir sur case noire f8 · Tour noire sur case noire h8 · Pion noir sur case noire a7 · Pion noir sur case blanche b7 · Pion noir sur case noire c7 · Pion noir sur case blanche d7 · Pion noir sur case noire e7 · Pion noir sur case blanche f7 · Pion noir sur case noire g7 · Pion noir sur case blanche h7 · Cavalier noir sur case noire f6 · Pion blanc sur case blanche e4 · Pion blanc sur case blanche a2 · Pion blanc sur case noire b2 · Pion blanc sur case blanche c2 · Pion blanc sur case noire d2 · Pion blanc sur case noire f2 · Pion blanc sur case blanche g2 · Pion blanc sur case noire h2 · Tour blanche sur case noire a1 · Cavalier blanc sur case blanche b1 · Fou blanc sur case noire c1 · Dame blanche sur case blanche d1 · Roi blanc sur case noire e1 · Fou blanc sur case blanche f1 · Cavalier blanc sur case noire g1 · Tour blanche sur case blanche h1 | Tour noire sur case blanche a8 · Cavalier noir sur case noire b8 · Fou noir sur case blanche c8 · Dame noire sur case noire d8 · Roi noir sur case blanche e8 · Fou noir sur case noire f8 · Tour noire sur case noire h8 · Pion noir sur case noire a7 · Pion noir sur case blanche b7 · Pion noir sur case noire c7 · Pion noir sur case blanche d7 · Pion noir sur case noire e7 · Pion noir sur case blanche f7 · Pion noir sur case noire g7 · Pion noir sur case blanche h7 · Cavalier noir sur case noire f6 · Pion blanc sur case blanche e4 · Pion blanc sur case blanche a2 · Pion blanc sur case noire b2 · Pion blanc sur case blanche c2 · Pion blanc sur case noire d2 · Pion blanc sur case noire f2 · Pion blanc sur case blanche g2 · Pion blanc sur case noire h2 · Tour blanche sur case noire a1 · Cavalier blanc sur case blanche b1 · Fou blanc sur case noire c1 · Dame blanche sur case blanche d1 · Roi blanc sur case noire e1 · Fou blanc sur case blanche f1 · Cavalier blanc sur case noire g1 · Tour blanche sur case blanche h1 | Tour noire sur case blanche a8 · Cavalier noir sur case noire b8 · Fou noir sur case blanche c8 · Dame noire sur case noire d8 · Roi noir sur case blanche e8 · Fou noir sur case noire f8 · Tour noire sur case noire h8 · Pion noir sur case noire a7 · Pion noir sur case blanche b7 · Pion noir sur case noire c7 · Pion noir sur case blanche d7 · Pion noir sur case noire e7 · Pion noir sur case blanche f7 · Pion noir sur case noire g7 · Pion noir sur case blanche h7 · Cavalier noir sur case noire f6 · Pion blanc sur case blanche e4 · Pion blanc sur case blanche a2 · Pion blanc sur case noire b2 · Pion blanc sur case blanche c2 · Pion blanc sur case noire d2 · Pion blanc sur case noire f2 · Pion blanc sur case blanche g2 · Pion blanc sur case noire h2 · Tour blanche sur case noire a1 · Cavalier blanc sur case blanche b1 · Fou blanc sur case noire c1 · Dame blanche sur case blanche d1 · Roi blanc sur case noire e1 · Fou blanc sur case blanche f1 · Cavalier blanc sur case noire g1 · Tour blanche sur case blanche h1 | Tour noire sur case blanche a8 · Cavalier noir sur case noire b8 · Fou noir sur case blanche c8 · Dame noire sur case noire d8 · Roi noir sur case blanche e8 · Fou noir sur case noire f8 · Tour noire sur case noire h8 · Pion noir sur case noire a7 · Pion noir sur case blanche b7 · Pion noir sur case noire c7 · Pion noir sur case blanche d7 · Pion noir sur case noire e7 · Pion noir sur case blanche f7 · Pion noir sur case noire g7 · Pion noir sur case blanche h7 · Cavalier noir sur case noire f6 · Pion blanc sur case blanche e4 · Pion blanc sur case blanche a2 · Pion blanc sur case noire b2 · Pion blanc sur case blanche c2 · Pion blanc sur case noire d2 · Pion blanc sur case noire f2 · Pion blanc sur case blanche g2 · Pion blanc sur case noire h2 · Tour blanche sur case noire a1 · Cavalier blanc sur case blanche b1 · Fou blanc sur case noire c1 · Dame blanche sur case blanche d1 · Roi blanc sur case noire e1 · Fou blanc sur case blanche f1 · Cavalier blanc sur case noire g1 · Tour blanche sur case blanche h1 | Tour noire sur case blanche a8 · Cavalier noir sur case noire b8 · Fou noir sur case blanche c8 · Dame noire sur case noire d8 · Roi noir sur case blanche e8 · Fou noir sur case noire f8 · Tour noire sur case noire h8 · Pion noir sur case noire a7 · Pion noir sur case blanche b7 · Pion noir sur case noire c7 · Pion noir sur case blanche d7 · Pion noir sur case noire e7 · Pion noir sur case blanche f7 · Pion noir sur case noire g7 · Pion noir sur case blanche h7 · Cavalier noir sur case noire f6 · Pion blanc sur case blanche e4 · Pion blanc sur case blanche a2 · Pion blanc sur case noire b2 · Pion blanc sur case blanche c2 · Pion blanc sur case noire d2 · Pion blanc sur case noire f2 · Pion blanc sur case blanche g2 · Pion blanc sur case noire h2 · Tour blanche sur case noire a1 · Cavalier blanc sur case blanche b1 · Fou blanc sur case noire c1 · Dame blanche sur case blanche d1 · Roi blanc sur case noire e1 · Fou blanc sur case blanche f1 · Cavalier blanc sur case noire g1 · Tour blanche sur case blanche h1 | Tour noire sur case blanche a8 · Cavalier noir sur case noire b8 · Fou noir sur case blanche c8 · Dame noire sur case noire d8 · Roi noir sur case blanche e8 · Fou noir sur case noire f8 · Tour noire sur case noire h8 · Pion noir sur case noire a7 · Pion noir sur case blanche b7 · Pion noir sur case noire c7 · Pion noir sur case blanche d7 · Pion noir sur case noire e7 · Pion noir sur case blanche f7 · Pion noir sur case noire g7 · Pion noir sur case blanche h7 · Cavalier noir sur case noire f6 · Pion blanc sur case blanche e4 · Pion blanc sur case blanche a2 · Pion blanc sur case noire b2 · Pion blanc sur case blanche c2 · Pion blanc sur case noire d2 · Pion blanc sur case noire f2 · Pion blanc sur case blanche g2 · Pion blanc sur case noire h2 · Tour blanche sur case noire a1 · Cavalier blanc sur case blanche b1 · Fou blanc sur case noire c1 · Dame blanche sur case blanche d1 · Roi blanc sur case noire e1 · Fou blanc sur case blanche f1 · Cavalier blanc sur case noire g1 · Tour blanche sur case blanche h1 | 5 |
| 4 | Tour noire sur case blanche a8 · Cavalier noir sur case noire b8 · Fou noir sur case blanche c8 · Dame noire sur case noire d8 · Roi noir sur case blanche e8 · Fou noir sur case noire f8 · Tour noire sur case noire h8 · Pion noir sur case noire a7 · Pion noir sur case blanche b7 · Pion noir sur case noire c7 · Pion noir sur case blanche d7 · Pion noir sur case noire e7 · Pion noir sur case blanche f7 · Pion noir sur case noire g7 · Pion noir sur case blanche h7 · Cavalier noir sur case noire f6 · Pion blanc sur case blanche e4 · Pion blanc sur case blanche a2 · Pion blanc sur case noire b2 · Pion blanc sur case blanche c2 · Pion blanc sur case noire d2 · Pion blanc sur case noire f2 · Pion blanc sur case blanche g2 · Pion blanc sur case noire h2 · Tour blanche sur case noire a1 · Cavalier blanc sur case blanche b1 · Fou blanc sur case noire c1 · Dame blanche sur case blanche d1 · Roi blanc sur case noire e1 · Fou blanc sur case blanche f1 · Cavalier blanc sur case noire g1 · Tour blanche sur case blanche h1 | Tour noire sur case blanche a8 · Cavalier noir sur case noire b8 · Fou noir sur case blanche c8 · Dame noire sur case noire d8 · Roi noir sur case blanche e8 · Fou noir sur case noire f8 · Tour noire sur case noire h8 · Pion noir sur case noire a7 · Pion noir sur case blanche b7 · Pion noir sur case noire c7 · Pion noir sur case blanche d7 · Pion noir sur case noire e7 · Pion noir sur case blanche f7 · Pion noir sur case noire g7 · Pion noir sur case blanche h7 · Cavalier noir sur case noire f6 · Pion blanc sur case blanche e4 · Pion blanc sur case blanche a2 · Pion blanc sur case noire b2 · Pion blanc sur case blanche c2 · Pion blanc sur case noire d2 · Pion blanc sur case noire f2 · Pion blanc sur case blanche g2 · Pion blanc sur case noire h2 · Tour blanche sur case noire a1 · Cavalier blanc sur case blanche b1 · Fou blanc sur case noire c1 · Dame blanche sur case blanche d1 · Roi blanc sur case noire e1 · Fou blanc sur case blanche f1 · Cavalier blanc sur case noire g1 · Tour blanche sur case blanche h1 | Tour noire sur case blanche a8 · Cavalier noir sur case noire b8 · Fou noir sur case blanche c8 · Dame noire sur case noire d8 · Roi noir sur case blanche e8 · Fou noir sur case noire f8 · Tour noire sur case noire h8 · Pion noir sur case noire a7 · Pion noir sur case blanche b7 · Pion noir sur case noire c7 · Pion noir sur case blanche d7 · Pion noir sur case noire e7 · Pion noir sur case blanche f7 · Pion noir sur case noire g7 · Pion noir sur case blanche h7 · Cavalier noir sur case noire f6 · Pion blanc sur case blanche e4 · Pion blanc sur case blanche a2 · Pion blanc sur case noire b2 · Pion blanc sur case blanche c2 · Pion blanc sur case noire d2 · Pion blanc sur case noire f2 · Pion blanc sur case blanche g2 · Pion blanc sur case noire h2 · Tour blanche sur case noire a1 · Cavalier blanc sur case blanche b1 · Fou blanc sur case noire c1 · Dame blanche sur case blanche d1 · Roi blanc sur case noire e1 · Fou blanc sur case blanche f1 · Cavalier blanc sur case noire g1 · Tour blanche sur case blanche h1 | Tour noire sur case blanche a8 · Cavalier noir sur case noire b8 · Fou noir sur case blanche c8 · Dame noire sur case noire d8 · Roi noir sur case blanche e8 · Fou noir sur case noire f8 · Tour noire sur case noire h8 · Pion noir sur case noire a7 · Pion noir sur case blanche b7 · Pion noir sur case noire c7 · Pion noir sur case blanche d7 · Pion noir sur case noire e7 · Pion noir sur case blanche f7 · Pion noir sur case noire g7 · Pion noir sur case blanche h7 · Cavalier noir sur case noire f6 · Pion blanc sur case blanche e4 · Pion blanc sur case blanche a2 · Pion blanc sur case noire b2 · Pion blanc sur case blanche c2 · Pion blanc sur case noire d2 · Pion blanc sur case noire f2 · Pion blanc sur case blanche g2 · Pion blanc sur case noire h2 · Tour blanche sur case noire a1 · Cavalier blanc sur case blanche b1 · Fou blanc sur case noire c1 · Dame blanche sur case blanche d1 · Roi blanc sur case noire e1 · Fou blanc sur case blanche f1 · Cavalier blanc sur case noire g1 · Tour blanche sur case blanche h1 | Tour noire sur case blanche a8 · Cavalier noir sur case noire b8 · Fou noir sur case blanche c8 · Dame noire sur case noire d8 · Roi noir sur case blanche e8 · Fou noir sur case noire f8 · Tour noire sur case noire h8 · Pion noir sur case noire a7 · Pion noir sur case blanche b7 · Pion noir sur case noire c7 · Pion noir sur case blanche d7 · Pion noir sur case noire e7 · Pion noir sur case blanche f7 · Pion noir sur case noire g7 · Pion noir sur case blanche h7 · Cavalier noir sur case noire f6 · Pion blanc sur case blanche e4 · Pion blanc sur case blanche a2 · Pion blanc sur case noire b2 · Pion blanc sur case blanche c2 · Pion blanc sur case noire d2 · Pion blanc sur case noire f2 · Pion blanc sur case blanche g2 · Pion blanc sur case noire h2 · Tour blanche sur case noire a1 · Cavalier blanc sur case blanche b1 · Fou blanc sur case noire c1 · Dame blanche sur case blanche d1 · Roi blanc sur case noire e1 · Fou blanc sur case blanche f1 · Cavalier blanc sur case noire g1 · Tour blanche sur case blanche h1 | Tour noire sur case blanche a8 · Cavalier noir sur case noire b8 · Fou noir sur case blanche c8 · Dame noire sur case noire d8 · Roi noir sur case blanche e8 · Fou noir sur case noire f8 · Tour noire sur case noire h8 · Pion noir sur case noire a7 · Pion noir sur case blanche b7 · Pion noir sur case noire c7 · Pion noir sur case blanche d7 · Pion noir sur case noire e7 · Pion noir sur case blanche f7 · Pion noir sur case noire g7 · Pion noir sur case blanche h7 · Cavalier noir sur case noire f6 · Pion blanc sur case blanche e4 · Pion blanc sur case blanche a2 · Pion blanc sur case noire b2 · Pion blanc sur case blanche c2 · Pion blanc sur case noire d2 · Pion blanc sur case noire f2 · Pion blanc sur case blanche g2 · Pion blanc sur case noire h2 · Tour blanche sur case noire a1 · Cavalier blanc sur case blanche b1 · Fou blanc sur case noire c1 · Dame blanche sur case blanche d1 · Roi blanc sur case noire e1 · Fou blanc sur case blanche f1 · Cavalier blanc sur case noire g1 · Tour blanche sur case blanche h1 | Tour noire sur case blanche a8 · Cavalier noir sur case noire b8 · Fou noir sur case blanche c8 · Dame noire sur case noire d8 · Roi noir sur case blanche e8 · Fou noir sur case noire f8 · Tour noire sur case noire h8 · Pion noir sur case noire a7 · Pion noir sur case blanche b7 · Pion noir sur case noire c7 · Pion noir sur case blanche d7 · Pion noir sur case noire e7 · Pion noir sur case blanche f7 · Pion noir sur case noire g7 · Pion noir sur case blanche h7 · Cavalier noir sur case noire f6 · Pion blanc sur case blanche e4 · Pion blanc sur case blanche a2 · Pion blanc sur case noire b2 · Pion blanc sur case blanche c2 · Pion blanc sur case noire d2 · Pion blanc sur case noire f2 · Pion blanc sur case blanche g2 · Pion blanc sur case noire h2 · Tour blanche sur case noire a1 · Cavalier blanc sur case blanche b1 · Fou blanc sur case noire c1 · Dame blanche sur case blanche d1 · Roi blanc sur case noire e1 · Fou blanc sur case blanche f1 · Cavalier blanc sur case noire g1 · Tour blanche sur case blanche h1 | Tour noire sur case blanche a8 · Cavalier noir sur case noire b8 · Fou noir sur case blanche c8 · Dame noire sur case noire d8 · Roi noir sur case blanche e8 · Fou noir sur case noire f8 · Tour noire sur case noire h8 · Pion noir sur case noire a7 · Pion noir sur case blanche b7 · Pion noir sur case noire c7 · Pion noir sur case blanche d7 · Pion noir sur case noire e7 · Pion noir sur case blanche f7 · Pion noir sur case noire g7 · Pion noir sur case blanche h7 · Cavalier noir sur case noire f6 · Pion blanc sur case blanche e4 · Pion blanc sur case blanche a2 · Pion blanc sur case noire b2 · Pion blanc sur case blanche c2 · Pion blanc sur case noire d2 · Pion blanc sur case noire f2 · Pion blanc sur case blanche g2 · Pion blanc sur case noire h2 · Tour blanche sur case noire a1 · Cavalier blanc sur case blanche b1 · Fou blanc sur case noire c1 · Dame blanche sur case blanche d1 · Roi blanc sur case noire e1 · Fou blanc sur case blanche f1 · Cavalier blanc sur case noire g1 · Tour blanche sur case blanche h1 | 4 |
| 3 | Tour noire sur case blanche a8 · Cavalier noir sur case noire b8 · Fou noir sur case blanche c8 · Dame noire sur case noire d8 · Roi noir sur case blanche e8 · Fou noir sur case noire f8 · Tour noire sur case noire h8 · Pion noir sur case noire a7 · Pion noir sur case blanche b7 · Pion noir sur case noire c7 · Pion noir sur case blanche d7 · Pion noir sur case noire e7 · Pion noir sur case blanche f7 · Pion noir sur case noire g7 · Pion noir sur case blanche h7 · Cavalier noir sur case noire f6 · Pion blanc sur case blanche e4 · Pion blanc sur case blanche a2 · Pion blanc sur case noire b2 · Pion blanc sur case blanche c2 · Pion blanc sur case noire d2 · Pion blanc sur case noire f2 · Pion blanc sur case blanche g2 · Pion blanc sur case noire h2 · Tour blanche sur case noire a1 · Cavalier blanc sur case blanche b1 · Fou blanc sur case noire c1 · Dame blanche sur case blanche d1 · Roi blanc sur case noire e1 · Fou blanc sur case blanche f1 · Cavalier blanc sur case noire g1 · Tour blanche sur case blanche h1 | Tour noire sur case blanche a8 · Cavalier noir sur case noire b8 · Fou noir sur case blanche c8 · Dame noire sur case noire d8 · Roi noir sur case blanche e8 · Fou noir sur case noire f8 · Tour noire sur case noire h8 · Pion noir sur case noire a7 · Pion noir sur case blanche b7 · Pion noir sur case noire c7 · Pion noir sur case blanche d7 · Pion noir sur case noire e7 · Pion noir sur case blanche f7 · Pion noir sur case noire g7 · Pion noir sur case blanche h7 · Cavalier noir sur case noire f6 · Pion blanc sur case blanche e4 · Pion blanc sur case blanche a2 · Pion blanc sur case noire b2 · Pion blanc sur case blanche c2 · Pion blanc sur case noire d2 · Pion blanc sur case noire f2 · Pion blanc sur case blanche g2 · Pion blanc sur case noire h2 · Tour blanche sur case noire a1 · Cavalier blanc sur case blanche b1 · Fou blanc sur case noire c1 · Dame blanche sur case blanche d1 · Roi blanc sur case noire e1 · Fou blanc sur case blanche f1 · Cavalier blanc sur case noire g1 · Tour blanche sur case blanche h1 | Tour noire sur case blanche a8 · Cavalier noir sur case noire b8 · Fou noir sur case blanche c8 · Dame noire sur case noire d8 · Roi noir sur case blanche e8 · Fou noir sur case noire f8 · Tour noire sur case noire h8 · Pion noir sur case noire a7 · Pion noir sur case blanche b7 · Pion noir sur case noire c7 · Pion noir sur case blanche d7 · Pion noir sur case noire e7 · Pion noir sur case blanche f7 · Pion noir sur case noire g7 · Pion noir sur case blanche h7 · Cavalier noir sur case noire f6 · Pion blanc sur case blanche e4 · Pion blanc sur case blanche a2 · Pion blanc sur case noire b2 · Pion blanc sur case blanche c2 · Pion blanc sur case noire d2 · Pion blanc sur case noire f2 · Pion blanc sur case blanche g2 · Pion blanc sur case noire h2 · Tour blanche sur case noire a1 · Cavalier blanc sur case blanche b1 · Fou blanc sur case noire c1 · Dame blanche sur case blanche d1 · Roi blanc sur case noire e1 · Fou blanc sur case blanche f1 · Cavalier blanc sur case noire g1 · Tour blanche sur case blanche h1 | Tour noire sur case blanche a8 · Cavalier noir sur case noire b8 · Fou noir sur case blanche c8 · Dame noire sur case noire d8 · Roi noir sur case blanche e8 · Fou noir sur case noire f8 · Tour noire sur case noire h8 · Pion noir sur case noire a7 · Pion noir sur case blanche b7 · Pion noir sur case noire c7 · Pion noir sur case blanche d7 · Pion noir sur case noire e7 · Pion noir sur case blanche f7 · Pion noir sur case noire g7 · Pion noir sur case blanche h7 · Cavalier noir sur case noire f6 · Pion blanc sur case blanche e4 · Pion blanc sur case blanche a2 · Pion blanc sur case noire b2 · Pion blanc sur case blanche c2 · Pion blanc sur case noire d2 · Pion blanc sur case noire f2 · Pion blanc sur case blanche g2 · Pion blanc sur case noire h2 · Tour blanche sur case noire a1 · Cavalier blanc sur case blanche b1 · Fou blanc sur case noire c1 · Dame blanche sur case blanche d1 · Roi blanc sur case noire e1 · Fou blanc sur case blanche f1 · Cavalier blanc sur case noire g1 · Tour blanche sur case blanche h1 | Tour noire sur case blanche a8 · Cavalier noir sur case noire b8 · Fou noir sur case blanche c8 · Dame noire sur case noire d8 · Roi noir sur case blanche e8 · Fou noir sur case noire f8 · Tour noire sur case noire h8 · Pion noir sur case noire a7 · Pion noir sur case blanche b7 · Pion noir sur case noire c7 · Pion noir sur case blanche d7 · Pion noir sur case noire e7 · Pion noir sur case blanche f7 · Pion noir sur case noire g7 · Pion noir sur case blanche h7 · Cavalier noir sur case noire f6 · Pion blanc sur case blanche e4 · Pion blanc sur case blanche a2 · Pion blanc sur case noire b2 · Pion blanc sur case blanche c2 · Pion blanc sur case noire d2 · Pion blanc sur case noire f2 · Pion blanc sur case blanche g2 · Pion blanc sur case noire h2 · Tour blanche sur case noire a1 · Cavalier blanc sur case blanche b1 · Fou blanc sur case noire c1 · Dame blanche sur case blanche d1 · Roi blanc sur case noire e1 · Fou blanc sur case blanche f1 · Cavalier blanc sur case noire g1 · Tour blanche sur case blanche h1 | Tour noire sur case blanche a8 · Cavalier noir sur case noire b8 · Fou noir sur case blanche c8 · Dame noire sur case noire d8 · Roi noir sur case blanche e8 · Fou noir sur case noire f8 · Tour noire sur case noire h8 · Pion noir sur case noire a7 · Pion noir sur case blanche b7 · Pion noir sur case noire c7 · Pion noir sur case blanche d7 · Pion noir sur case noire e7 · Pion noir sur case blanche f7 · Pion noir sur case noire g7 · Pion noir sur case blanche h7 · Cavalier noir sur case noire f6 · Pion blanc sur case blanche e4 · Pion blanc sur case blanche a2 · Pion blanc sur case noire b2 · Pion blanc sur case blanche c2 · Pion blanc sur case noire d2 · Pion blanc sur case noire f2 · Pion blanc sur case blanche g2 · Pion blanc sur case noire h2 · Tour blanche sur case noire a1 · Cavalier blanc sur case blanche b1 · Fou blanc sur case noire c1 · Dame blanche sur case blanche d1 · Roi blanc sur case noire e1 · Fou blanc sur case blanche f1 · Cavalier blanc sur case noire g1 · Tour blanche sur case blanche h1 | Tour noire sur case blanche a8 · Cavalier noir sur case noire b8 · Fou noir sur case blanche c8 · Dame noire sur case noire d8 · Roi noir sur case blanche e8 · Fou noir sur case noire f8 · Tour noire sur case noire h8 · Pion noir sur case noire a7 · Pion noir sur case blanche b7 · Pion noir sur case noire c7 · Pion noir sur case blanche d7 · Pion noir sur case noire e7 · Pion noir sur case blanche f7 · Pion noir sur case noire g7 · Pion noir sur case blanche h7 · Cavalier noir sur case noire f6 · Pion blanc sur case blanche e4 · Pion blanc sur case blanche a2 · Pion blanc sur case noire b2 · Pion blanc sur case blanche c2 · Pion blanc sur case noire d2 · Pion blanc sur case noire f2 · Pion blanc sur case blanche g2 · Pion blanc sur case noire h2 · Tour blanche sur case noire a1 · Cavalier blanc sur case blanche b1 · Fou blanc sur case noire c1 · Dame blanche sur case blanche d1 · Roi blanc sur case noire e1 · Fou blanc sur case blanche f1 · Cavalier blanc sur case noire g1 · Tour blanche sur case blanche h1 | Tour noire sur case blanche a8 · Cavalier noir sur case noire b8 · Fou noir sur case blanche c8 · Dame noire sur case noire d8 · Roi noir sur case blanche e8 · Fou noir sur case noire f8 · Tour noire sur case noire h8 · Pion noir sur case noire a7 · Pion noir sur case blanche b7 · Pion noir sur case noire c7 · Pion noir sur case blanche d7 · Pion noir sur case noire e7 · Pion noir sur case blanche f7 · Pion noir sur case noire g7 · Pion noir sur case blanche h7 · Cavalier noir sur case noire f6 · Pion blanc sur case blanche e4 · Pion blanc sur case blanche a2 · Pion blanc sur case noire b2 · Pion blanc sur case blanche c2 · Pion blanc sur case noire d2 · Pion blanc sur case noire f2 · Pion blanc sur case blanche g2 · Pion blanc sur case noire h2 · Tour blanche sur case noire a1 · Cavalier blanc sur case blanche b1 · Fou blanc sur case noire c1 · Dame blanche sur case blanche d1 · Roi blanc sur case noire e1 · Fou blanc sur case blanche f1 · Cavalier blanc sur case noire g1 · Tour blanche sur case blanche h1 | 3 |
| 2 | Tour noire sur case blanche a8 · Cavalier noir sur case noire b8 · Fou noir sur case blanche c8 · Dame noire sur case noire d8 · Roi noir sur case blanche e8 · Fou noir sur case noire f8 · Tour noire sur case noire h8 · Pion noir sur case noire a7 · Pion noir sur case blanche b7 · Pion noir sur case noire c7 · Pion noir sur case blanche d7 · Pion noir sur case noire e7 · Pion noir sur case blanche f7 · Pion noir sur case noire g7 · Pion noir sur case blanche h7 · Cavalier noir sur case noire f6 · Pion blanc sur case blanche e4 · Pion blanc sur case blanche a2 · Pion blanc sur case noire b2 · Pion blanc sur case blanche c2 · Pion blanc sur case noire d2 · Pion blanc sur case noire f2 · Pion blanc sur case blanche g2 · Pion blanc sur case noire h2 · Tour blanche sur case noire a1 · Cavalier blanc sur case blanche b1 · Fou blanc sur case noire c1 · Dame blanche sur case blanche d1 · Roi blanc sur case noire e1 · Fou blanc sur case blanche f1 · Cavalier blanc sur case noire g1 · Tour blanche sur case blanche h1 | Tour noire sur case blanche a8 · Cavalier noir sur case noire b8 · Fou noir sur case blanche c8 · Dame noire sur case noire d8 · Roi noir sur case blanche e8 · Fou noir sur case noire f8 · Tour noire sur case noire h8 · Pion noir sur case noire a7 · Pion noir sur case blanche b7 · Pion noir sur case noire c7 · Pion noir sur case blanche d7 · Pion noir sur case noire e7 · Pion noir sur case blanche f7 · Pion noir sur case noire g7 · Pion noir sur case blanche h7 · Cavalier noir sur case noire f6 · Pion blanc sur case blanche e4 · Pion blanc sur case blanche a2 · Pion blanc sur case noire b2 · Pion blanc sur case blanche c2 · Pion blanc sur case noire d2 · Pion blanc sur case noire f2 · Pion blanc sur case blanche g2 · Pion blanc sur case noire h2 · Tour blanche sur case noire a1 · Cavalier blanc sur case blanche b1 · Fou blanc sur case noire c1 · Dame blanche sur case blanche d1 · Roi blanc sur case noire e1 · Fou blanc sur case blanche f1 · Cavalier blanc sur case noire g1 · Tour blanche sur case blanche h1 | Tour noire sur case blanche a8 · Cavalier noir sur case noire b8 · Fou noir sur case blanche c8 · Dame noire sur case noire d8 · Roi noir sur case blanche e8 · Fou noir sur case noire f8 · Tour noire sur case noire h8 · Pion noir sur case noire a7 · Pion noir sur case blanche b7 · Pion noir sur case noire c7 · Pion noir sur case blanche d7 · Pion noir sur case noire e7 · Pion noir sur case blanche f7 · Pion noir sur case noire g7 · Pion noir sur case blanche h7 · Cavalier noir sur case noire f6 · Pion blanc sur case blanche e4 · Pion blanc sur case blanche a2 · Pion blanc sur case noire b2 · Pion blanc sur case blanche c2 · Pion blanc sur case noire d2 · Pion blanc sur case noire f2 · Pion blanc sur case blanche g2 · Pion blanc sur case noire h2 · Tour blanche sur case noire a1 · Cavalier blanc sur case blanche b1 · Fou blanc sur case noire c1 · Dame blanche sur case blanche d1 · Roi blanc sur case noire e1 · Fou blanc sur case blanche f1 · Cavalier blanc sur case noire g1 · Tour blanche sur case blanche h1 | Tour noire sur case blanche a8 · Cavalier noir sur case noire b8 · Fou noir sur case blanche c8 · Dame noire sur case noire d8 · Roi noir sur case blanche e8 · Fou noir sur case noire f8 · Tour noire sur case noire h8 · Pion noir sur case noire a7 · Pion noir sur case blanche b7 · Pion noir sur case noire c7 · Pion noir sur case blanche d7 · Pion noir sur case noire e7 · Pion noir sur case blanche f7 · Pion noir sur case noire g7 · Pion noir sur case blanche h7 · Cavalier noir sur case noire f6 · Pion blanc sur case blanche e4 · Pion blanc sur case blanche a2 · Pion blanc sur case noire b2 · Pion blanc sur case blanche c2 · Pion blanc sur case noire d2 · Pion blanc sur case noire f2 · Pion blanc sur case blanche g2 · Pion blanc sur case noire h2 · Tour blanche sur case noire a1 · Cavalier blanc sur case blanche b1 · Fou blanc sur case noire c1 · Dame blanche sur case blanche d1 · Roi blanc sur case noire e1 · Fou blanc sur case blanche f1 · Cavalier blanc sur case noire g1 · Tour blanche sur case blanche h1 | Tour noire sur case blanche a8 · Cavalier noir sur case noire b8 · Fou noir sur case blanche c8 · Dame noire sur case noire d8 · Roi noir sur case blanche e8 · Fou noir sur case noire f8 · Tour noire sur case noire h8 · Pion noir sur case noire a7 · Pion noir sur case blanche b7 · Pion noir sur case noire c7 · Pion noir sur case blanche d7 · Pion noir sur case noire e7 · Pion noir sur case blanche f7 · Pion noir sur case noire g7 · Pion noir sur case blanche h7 · Cavalier noir sur case noire f6 · Pion blanc sur case blanche e4 · Pion blanc sur case blanche a2 · Pion blanc sur case noire b2 · Pion blanc sur case blanche c2 · Pion blanc sur case noire d2 · Pion blanc sur case noire f2 · Pion blanc sur case blanche g2 · Pion blanc sur case noire h2 · Tour blanche sur case noire a1 · Cavalier blanc sur case blanche b1 · Fou blanc sur case noire c1 · Dame blanche sur case blanche d1 · Roi blanc sur case noire e1 · Fou blanc sur case blanche f1 · Cavalier blanc sur case noire g1 · Tour blanche sur case blanche h1 | Tour noire sur case blanche a8 · Cavalier noir sur case noire b8 · Fou noir sur case blanche c8 · Dame noire sur case noire d8 · Roi noir sur case blanche e8 · Fou noir sur case noire f8 · Tour noire sur case noire h8 · Pion noir sur case noire a7 · Pion noir sur case blanche b7 · Pion noir sur case noire c7 · Pion noir sur case blanche d7 · Pion noir sur case noire e7 · Pion noir sur case blanche f7 · Pion noir sur case noire g7 · Pion noir sur case blanche h7 · Cavalier noir sur case noire f6 · Pion blanc sur case blanche e4 · Pion blanc sur case blanche a2 · Pion blanc sur case noire b2 · Pion blanc sur case blanche c2 · Pion blanc sur case noire d2 · Pion blanc sur case noire f2 · Pion blanc sur case blanche g2 · Pion blanc sur case noire h2 · Tour blanche sur case noire a1 · Cavalier blanc sur case blanche b1 · Fou blanc sur case noire c1 · Dame blanche sur case blanche d1 · Roi blanc sur case noire e1 · Fou blanc sur case blanche f1 · Cavalier blanc sur case noire g1 · Tour blanche sur case blanche h1 | Tour noire sur case blanche a8 · Cavalier noir sur case noire b8 · Fou noir sur case blanche c8 · Dame noire sur case noire d8 · Roi noir sur case blanche e8 · Fou noir sur case noire f8 · Tour noire sur case noire h8 · Pion noir sur case noire a7 · Pion noir sur case blanche b7 · Pion noir sur case noire c7 · Pion noir sur case blanche d7 · Pion noir sur case noire e7 · Pion noir sur case blanche f7 · Pion noir sur case noire g7 · Pion noir sur case blanche h7 · Cavalier noir sur case noire f6 · Pion blanc sur case blanche e4 · Pion blanc sur case blanche a2 · Pion blanc sur case noire b2 · Pion blanc sur case blanche c2 · Pion blanc sur case noire d2 · Pion blanc sur case noire f2 · Pion blanc sur case blanche g2 · Pion blanc sur case noire h2 · Tour blanche sur case noire a1 · Cavalier blanc sur case blanche b1 · Fou blanc sur case noire c1 · Dame blanche sur case blanche d1 · Roi blanc sur case noire e1 · Fou blanc sur case blanche f1 · Cavalier blanc sur case noire g1 · Tour blanche sur case blanche h1 | Tour noire sur case blanche a8 · Cavalier noir sur case noire b8 · Fou noir sur case blanche c8 · Dame noire sur case noire d8 · Roi noir sur case blanche e8 · Fou noir sur case noire f8 · Tour noire sur case noire h8 · Pion noir sur case noire a7 · Pion noir sur case blanche b7 · Pion noir sur case noire c7 · Pion noir sur case blanche d7 · Pion noir sur case noire e7 · Pion noir sur case blanche f7 · Pion noir sur case noire g7 · Pion noir sur case blanche h7 · Cavalier noir sur case noire f6 · Pion blanc sur case blanche e4 · Pion blanc sur case blanche a2 · Pion blanc sur case noire b2 · Pion blanc sur case blanche c2 · Pion blanc sur case noire d2 · Pion blanc sur case noire f2 · Pion blanc sur case blanche g2 · Pion blanc sur case noire h2 · Tour blanche sur case noire a1 · Cavalier blanc sur case blanche b1 · Fou blanc sur case noire c1 · Dame blanche sur case blanche d1 · Roi blanc sur case noire e1 · Fou blanc sur case blanche f1 · Cavalier blanc sur case noire g1 · Tour blanche sur case blanche h1 | 2 |
| 1 | Tour noire sur case blanche a8 · Cavalier noir sur case noire b8 · Fou noir sur case blanche c8 · Dame noire sur case noire d8 · Roi noir sur case blanche e8 · Fou noir sur case noire f8 · Tour noire sur case noire h8 · Pion noir sur case noire a7 · Pion noir sur case blanche b7 · Pion noir sur case noire c7 · Pion noir sur case blanche d7 · Pion noir sur case noire e7 · Pion noir sur case blanche f7 · Pion noir sur case noire g7 · Pion noir sur case blanche h7 · Cavalier noir sur case noire f6 · Pion blanc sur case blanche e4 · Pion blanc sur case blanche a2 · Pion blanc sur case noire b2 · Pion blanc sur case blanche c2 · Pion blanc sur case noire d2 · Pion blanc sur case noire f2 · Pion blanc sur case blanche g2 · Pion blanc sur case noire h2 · Tour blanche sur case noire a1 · Cavalier blanc sur case blanche b1 · Fou blanc sur case noire c1 · Dame blanche sur case blanche d1 · Roi blanc sur case noire e1 · Fou blanc sur case blanche f1 · Cavalier blanc sur case noire g1 · Tour blanche sur case blanche h1 | Tour noire sur case blanche a8 · Cavalier noir sur case noire b8 · Fou noir sur case blanche c8 · Dame noire sur case noire d8 · Roi noir sur case blanche e8 · Fou noir sur case noire f8 · Tour noire sur case noire h8 · Pion noir sur case noire a7 · Pion noir sur case blanche b7 · Pion noir sur case noire c7 · Pion noir sur case blanche d7 · Pion noir sur case noire e7 · Pion noir sur case blanche f7 · Pion noir sur case noire g7 · Pion noir sur case blanche h7 · Cavalier noir sur case noire f6 · Pion blanc sur case blanche e4 · Pion blanc sur case blanche a2 · Pion blanc sur case noire b2 · Pion blanc sur case blanche c2 · Pion blanc sur case noire d2 · Pion blanc sur case noire f2 · Pion blanc sur case blanche g2 · Pion blanc sur case noire h2 · Tour blanche sur case noire a1 · Cavalier blanc sur case blanche b1 · Fou blanc sur case noire c1 · Dame blanche sur case blanche d1 · Roi blanc sur case noire e1 · Fou blanc sur case blanche f1 · Cavalier blanc sur case noire g1 · Tour blanche sur case blanche h1 | Tour noire sur case blanche a8 · Cavalier noir sur case noire b8 · Fou noir sur case blanche c8 · Dame noire sur case noire d8 · Roi noir sur case blanche e8 · Fou noir sur case noire f8 · Tour noire sur case noire h8 · Pion noir sur case noire a7 · Pion noir sur case blanche b7 · Pion noir sur case noire c7 · Pion noir sur case blanche d7 · Pion noir sur case noire e7 · Pion noir sur case blanche f7 · Pion noir sur case noire g7 · Pion noir sur case blanche h7 · Cavalier noir sur case noire f6 · Pion blanc sur case blanche e4 · Pion blanc sur case blanche a2 · Pion blanc sur case noire b2 · Pion blanc sur case blanche c2 · Pion blanc sur case noire d2 · Pion blanc sur case noire f2 · Pion blanc sur case blanche g2 · Pion blanc sur case noire h2 · Tour blanche sur case noire a1 · Cavalier blanc sur case blanche b1 · Fou blanc sur case noire c1 · Dame blanche sur case blanche d1 · Roi blanc sur case noire e1 · Fou blanc sur case blanche f1 · Cavalier blanc sur case noire g1 · Tour blanche sur case blanche h1 | Tour noire sur case blanche a8 · Cavalier noir sur case noire b8 · Fou noir sur case blanche c8 · Dame noire sur case noire d8 · Roi noir sur case blanche e8 · Fou noir sur case noire f8 · Tour noire sur case noire h8 · Pion noir sur case noire a7 · Pion noir sur case blanche b7 · Pion noir sur case noire c7 · Pion noir sur case blanche d7 · Pion noir sur case noire e7 · Pion noir sur case blanche f7 · Pion noir sur case noire g7 · Pion noir sur case blanche h7 · Cavalier noir sur case noire f6 · Pion blanc sur case blanche e4 · Pion blanc sur case blanche a2 · Pion blanc sur case noire b2 · Pion blanc sur case blanche c2 · Pion blanc sur case noire d2 · Pion blanc sur case noire f2 · Pion blanc sur case blanche g2 · Pion blanc sur case noire h2 · Tour blanche sur case noire a1 · Cavalier blanc sur case blanche b1 · Fou blanc sur case noire c1 · Dame blanche sur case blanche d1 · Roi blanc sur case noire e1 · Fou blanc sur case blanche f1 · Cavalier blanc sur case noire g1 · Tour blanche sur case blanche h1 | Tour noire sur case blanche a8 · Cavalier noir sur case noire b8 · Fou noir sur case blanche c8 · Dame noire sur case noire d8 · Roi noir sur case blanche e8 · Fou noir sur case noire f8 · Tour noire sur case noire h8 · Pion noir sur case noire a7 · Pion noir sur case blanche b7 · Pion noir sur case noire c7 · Pion noir sur case blanche d7 · Pion noir sur case noire e7 · Pion noir sur case blanche f7 · Pion noir sur case noire g7 · Pion noir sur case blanche h7 · Cavalier noir sur case noire f6 · Pion blanc sur case blanche e4 · Pion blanc sur case blanche a2 · Pion blanc sur case noire b2 · Pion blanc sur case blanche c2 · Pion blanc sur case noire d2 · Pion blanc sur case noire f2 · Pion blanc sur case blanche g2 · Pion blanc sur case noire h2 · Tour blanche sur case noire a1 · Cavalier blanc sur case blanche b1 · Fou blanc sur case noire c1 · Dame blanche sur case blanche d1 · Roi blanc sur case noire e1 · Fou blanc sur case blanche f1 · Cavalier blanc sur case noire g1 · Tour blanche sur case blanche h1 | Tour noire sur case blanche a8 · Cavalier noir sur case noire b8 · Fou noir sur case blanche c8 · Dame noire sur case noire d8 · Roi noir sur case blanche e8 · Fou noir sur case noire f8 · Tour noire sur case noire h8 · Pion noir sur case noire a7 · Pion noir sur case blanche b7 · Pion noir sur case noire c7 · Pion noir sur case blanche d7 · Pion noir sur case noire e7 · Pion noir sur case blanche f7 · Pion noir sur case noire g7 · Pion noir sur case blanche h7 · Cavalier noir sur case noire f6 · Pion blanc sur case blanche e4 · Pion blanc sur case blanche a2 · Pion blanc sur case noire b2 · Pion blanc sur case blanche c2 · Pion blanc sur case noire d2 · Pion blanc sur case noire f2 · Pion blanc sur case blanche g2 · Pion blanc sur case noire h2 · Tour blanche sur case noire a1 · Cavalier blanc sur case blanche b1 · Fou blanc sur case noire c1 · Dame blanche sur case blanche d1 · Roi blanc sur case noire e1 · Fou blanc sur case blanche f1 · Cavalier blanc sur case noire g1 · Tour blanche sur case blanche h1 | Tour noire sur case blanche a8 · Cavalier noir sur case noire b8 · Fou noir sur case blanche c8 · Dame noire sur case noire d8 · Roi noir sur case blanche e8 · Fou noir sur case noire f8 · Tour noire sur case noire h8 · Pion noir sur case noire a7 · Pion noir sur case blanche b7 · Pion noir sur case noire c7 · Pion noir sur case blanche d7 · Pion noir sur case noire e7 · Pion noir sur case blanche f7 · Pion noir sur case noire g7 · Pion noir sur case blanche h7 · Cavalier noir sur case noire f6 · Pion blanc sur case blanche e4 · Pion blanc sur case blanche a2 · Pion blanc sur case noire b2 · Pion blanc sur case blanche c2 · Pion blanc sur case noire d2 · Pion blanc sur case noire f2 · Pion blanc sur case blanche g2 · Pion blanc sur case noire h2 · Tour blanche sur case noire a1 · Cavalier blanc sur case blanche b1 · Fou blanc sur case noire c1 · Dame blanche sur case blanche d1 · Roi blanc sur case noire e1 · Fou blanc sur case blanche f1 · Cavalier blanc sur case noire g1 · Tour blanche sur case blanche h1 | Tour noire sur case blanche a8 · Cavalier noir sur case noire b8 · Fou noir sur case blanche c8 · Dame noire sur case noire d8 · Roi noir sur case blanche e8 · Fou noir sur case noire f8 · Tour noire sur case noire h8 · Pion noir sur case noire a7 · Pion noir sur case blanche b7 · Pion noir sur case noire c7 · Pion noir sur case blanche d7 · Pion noir sur case noire e7 · Pion noir sur case blanche f7 · Pion noir sur case noire g7 · Pion noir sur case blanche h7 · Cavalier noir sur case noire f6 · Pion blanc sur case blanche e4 · Pion blanc sur case blanche a2 · Pion blanc sur case noire b2 · Pion blanc sur case blanche c2 · Pion blanc sur case noire d2 · Pion blanc sur case noire f2 · Pion blanc sur case blanche g2 · Pion blanc sur case noire h2 · Tour blanche sur case noire a1 · Cavalier blanc sur case blanche b1 · Fou blanc sur case noire c1 · Dame blanche sur case blanche d1 · Roi blanc sur case noire e1 · Fou blanc sur case blanche f1 · Cavalier blanc sur case noire g1 · Tour blanche sur case blanche h1 | 1 |
|   | a | b | c | d | e | f | g | h |   |

Le 20 mai, est émis un timbre de 0,62 € à l'occasion de l'Olympiade d'échecs de 2006 (Mondiali a squadre di scacchi) tenue à Turin de fin mai à début juin 2006. L'illustration représente un porte-globe terrestre dont le globe est remplacé par un échiquier.
Le timbre de 2,6 × 3,6 cm est dessiné par Gaetano Ieluzzo pour une impression en héliogravure en feuille de cinquante unités.
Le cachet premier jour reprenant le globe-échiquier est disponible à Turin.
Le tirage est de 3,5 millions d'exemplaires.

## Juin

### 60 ans de l'Assemblée constituante 1946-2006
Le 1er juin, est émis un timbre de 0,60 € pour la commémoration de l'élection, le 2 juin 1946, de l'Assemblée constituante qui rédigea la constitution de la République italienne. Le même jour, les électeurs et électrices (les Italiennes votaient pour la première fois) choisirent la république comme leur nouveau régime politique. L'illustration est inspirée d'une photographie d'une session de l'Assemblée constituante sur laquelle ont été imposées trois arcs de cercle aux couleurs du drapeau italien.
Le timbre de 3,6 × 2,6 cm est dessiné par Niccolò Desii pour une impression en héliogravure en feuille de cinquante.
Le cachet premier jour reprenant les arcs de cercle est disponible le 1er juin à Gênes et Rome.
Le tirage est de 3,5 millions de timbres.

### Suffrage universel
Le 1er juin, est émis un timbre de 0,60 € pour le 60e anniversaire du suffrage universel en Italie, décrit sur le timbre comme le « droit de vote pour tous » (diritto di voto alle donne). La première élection où ce suffrage fut appliquée eut lieu le 2 juin 1946 pour le référendum du choix du régime politique et l'élection d'une assemblée constituante. Pour rappeler que les femmes furent les principales bénéficiaires de l'extension du droit de vote, il est choisi une photographie en noir et blanc sur fond rose de Leonilde « Nilde » Iotti, élue députée ce 2 juin et qui a été présidente de la Chambre des députés de 1979 à 1992.
Le timbre de 2,6 × 3,6 cm est imprimé en héliogravure en feuille de cinquante unités.
Le cachet premier jour à l'effigie de Nilde Iotti est disponible à Rome.
Le tirage est de 3,5 millions de timbres.

### Championnat du monde de bridge Vérone 2006
Le 9 juin, est émis un timbre de 0,65 € pour annoncer l'organisation du championnat du monde de bridge à Vérone du 9 au 24 juin 2006. Sur fond des symboles des couleurs du jeu de cartes, les logotypes de la Fédération italienne du jeu de bridge (en haut) et de la Fédération mondiale de bridge (en bas) sont posés sur un dessin rouge inspiré des arènes de Vérone.
Le timbre de 3,6 × 2,6 cm est dessiné par Andrea Pagani et imprimé en héliogravure en feuille de cinquante exemplaires.
Le motif du timbre est repris sur le cachet premier jour disponible à Vérone.
Le tirage est de 3,5 millions de timbres.

### Aéronautique militaire: polygone de tir inter-armes Salto di Quirra
Le 13 juin, est émis un timbre commémoratif de 0,60 € pour le cinquantenaire du Polygone expérimental inter-armes Salto di Quirra (Poligono Sperimentale Interforze Salto di Quirra), situé à Perdasdefogu en Sardaigne. Le timbre représente la carte de l'île avec la localisation de Perdasdefogu et le blason de la base.
Le timbre de 2,6 × 3,6 cm est dessiné par Fabio Simonelli et imprimé en héliogravure en feuille de cinquante.
Le cachet premier jour, identique au timbre sans les couleurs, est disponible à Rome.
Le tirage est de 3,5 millions d'exemplaires.

### Guardia di Finanza
Le 21 juin, sont émis deux timbres de 0,60 € pour le centenaire de la Guardia di Finanza, la policière douanière et financière italienne. Un des timbres est consacré au Comando generale, le chef de l'institution, représenté par son siège actuel sur l'avenue du 21-Avril à Rome et un siège précédent avenue du 20-Septembre en arrière-plan. L'autre timbre présente la Légion Allievi (Legione Allievi) avec le siège à Maddaloni et un militaire portant l'uniforme de 1906.
Les deux timbres sont dessinés par Alessandro Biffignandi et imprimés en héliogravure en feuille de cinquante. Ils mesurent 2,6 × 3,6 cm, « Comando generale » dans le sens vertical et « Legione Allievi » dans le sens horizontal.
Deux cachets reprenant chacun le motif d'un des timbres sont disponibles le 21 juin à Naples ; le cachet pour « Legione Allievi » est également disponible à Bari.
Chaque timbre est tiré à 3,5 millions d'exemplaires.

## Juillet

### 50eanniversairede la réouverture du théâtre grec de Tindari
Le 6 juillet, dans le cadre de l'série d'usage courant Le patrimoine historique et culturel italien, est émis un timbre de 1,50 € pour le cinquantenaire de la réouverture du théâtre grec de Tindari (50° anniversario riapertura del teatro greco di Tindari), situé sur la commune de Patti en Sicile. Le dessin montre la représentation d'une pièce de nuit, avec en arrière-plan, les ruines, la mer Tyrrhénienne et une des îles Éoliennes.
Le timbre de 2,6 × 3,6 cm est signé Cristina Bruscaglia. Il est imprimé en héliogravure en feuille de cinquante.
Le motif complet de l'illustration est repris sur le cachet premier jour disponible à Patti.
Le tirage est de 3,5 millions de timbres.

### 50eanniversairede l'Autoroute du Soleil
Le 10 juillet, est émis un timbre de 0,60 € pour le cinquantenaire du début du chantier de l'Autoroute du Soleil (A1 et A2, Autostrada del Sole). Sur le timbre, le nord et le sud de l'Italie sont reliés par un pont posé sur une carte du pays.
Le timbre de 3,6 × 2,6 cm est dessiné par Antonio Ciaburro et imprimé en héliogravure en feuille de cinquante exemplaires.
Le cachet premier jour est disponible à Sasso Marconi, ville de la province de Bologne desservie par l'autoroute A1.
Le tirage est de 3,5 millions de timbres.

## Août

### 26eanniversairedu «massacre de Bologne»
Le 2 août, est émis un timbre de 0,60 € en souvenir du « massacre de Bologne » (strage du Bologna), un attentat à la gare de Bologne au cours duquel 85 personnes furent tuées, le 2 août 1980. L'illustration présente un mur coupé en deux par l'explosion et laissant voir, sur un fond violet, l'adjectif numéral ordinal « 26° ».
L'illustration est une création de Federico Dovesi et Samuele Salvatori. Le timbre de 2,6 × 3,6 cm est imprimé en héliogravure en feuille de cinquante unités.
Ce mur ouvert sert aussi d'illustration au cachet premier jour disponible à Bologne.
Le tirage est de 3,5 millions de timbres.

## Septembre

### Union de la presse philatélique italienne 1966-2006
Le 1er septembre, est émis un timbre de 0,60 € se-tenant avec une vignette sans valeur postale pour le 60e anniversaire de l'Union de la presse philatélique italienne (Unione Stampa Filatelica Italiana, USFI). Fondée en mai 1966, elle regroupe les journalistes, auteurs et éditeurs philatéliques d'Italie. Le timbre est illustré du logotype de l'association : un messager à cheval. la vignette annonce la Conférence nationale de philatélie organisée le 1er septembre à Riccione.
Le timbre et sa vignette mesurent tous deux 3,6 × 2,6 cm. Ils sont dessinés par Renato Russo et Paolo Santovito et imprimés en héliogravure en feuille de huit timbres et vignettes se-tenant.
Le cachet premier jour portant le logotype de l'USFI est disponible à Riccione.
Le tirage est de 3,5 millions d'unités.

### San Gregorio Magno 540-604
Le 2 septembre, est émis un timbre de 0,60 € représentant le pape Grégoire Ier, dit aussi saint Grégoire le grand (San Gregorio Magno). Son portrait est inspiré d'une sculpture visible dans la chapelle Saint-André sur le mont Cælius, à Rome. À l'arrière-plan est dessinée la façade de la basilique Saint-Grégoire-le-Grand.
La sculpture de Nicolas Cordier et la façade de la basilique sont reproduits par Rita Fantini. Le timbre de 2,6 × 3,6 cm est imprimé en héliogravure en feuille de cinquante exemplaires.
Le cachet premier est disponible à Rome.
Le tirage est de 3,5 millions de timbres.

### Champion du monde 2006
Le 9 septembre, est émis un timbre de 1 € pour célébrer la victoire de l'équipe d'Italie de football lors de la coupe du monde organisée en Allemagne en juin-juillet 2006. Le timbre, sur fond bleu, mêle la photographie en blanc de l'équipe championne brandisant le trophée, le drapeau italien et quatre étoiles, une pour chaque victoire de l'équipe nationale dans cette compétition depuis 1930. Dans le coin en haut à droite, est reproduit le logotype de la compétition de 2006.
Le timbre de 3,6 × 2,6 cm est dessiné par Angelo Merenda et imprimé en héliogravure en feuille de douze unités.
Reprenant le drapeau, les quatre étoiles et le joueur brandissant le trophée, le cachet premier jour est disponible à Rome.
Le tirage est de 7,2 millions de timbres.

### Victimes du terrorisme
Le 16 septembre, est émis un timbre de 0,60 € en hommage aux victimes du terrorisme (vittime del terrorismo). Des personnages dont des enfants et que seul un contour blanc permet de distinguer, sont debout devant un visage composé de tâches de couleurs, aux yeux bleus.
Le dessin est de Tiziana Trinca. Le timbre de 3,6 × 2,6 cm est imprimé en héliogravure en feuille de cinquante.
Reproduisant en noir et blanc le dessin entier du timbre, le cachet premier jour est disponible à Rome.
Le tirage est de 3,5 millions d'unités.

### Centenaire de la naissance d'Ettore Majorana
Le 18 septembre, est émis un timbre commémoratif de 0,60 € pour le centenaire de la naissance du physicien Ettore Majorana, disparu dans de mystérieuses circonstances à 32 ans au cours d'un voyage en bateau en mer Tyrrhénienne. Le portrait est reproduit en points noirs sur fond bleu. En bas à gauche, se trouve la représentation simplifiée d'un atome : un noyau de forme carré autour duquel tourne trois électrons dont un sert à écrire le « O » dans le nom du scientifique.
Le timbre de 2,6 × 3,6 cm est dessiné par Gaetano Ieluzzo et est imprimé en héliogravure en feuille de cinquante exemplaires.
Le cachet premier jour est disponible à Catane, ville natale du physicien, et à Turin. Sur ce cachet, le portrait est plus habituel en traits noirs et l'atome est représenté dans des dimensions plus importantes par rapport au timbre.
Le tirage est de 3,5 millions de timbres.

### Saint Ignace de Loyola (1491-1556) et saint François Xavier (1506-1552)
Le 27 septembre, sont émis deux timbres de 0,60 € sur deux saints catholiques ayant vécu pendant la première moitié du XVIe siècle et représentés sous la forme d'images pieuses. Ignace de Loyola (Sant'Ignazio di Loyola) dont c'est le 450e anniversaire de la mort, est représenté préchant un homme et une femme. Pour le cinquième centenaire de la naissance, François Xavier (San Francesco Saverio) évangélise un couple ; les vêtements de l'homme rappelle que le missionnaire travailla à la conversion de peuples en Asie.
Les deux timbres de 3,6 × 4,4 cm sont l'œuvre de Anna Maria Maresca et sont imprimés en héliogravure en feuille de vingt-cinq.
Deux cachets premier jour sont disponibles, reprenant chacun une des scènes des timbres. Ils sont disponibles à Rome.
Le tirage est de 3,5 millions pour chaque timbre.

### Championnat du monde d'escrime Turin 2006
Le 29 septembre, dans la série d'usage courant Le sport italien, est émis un timbre de 0,65 € pour l'organisation des championnats du monde d'escrime 2006, du 30 septembre au 7 octobre à Turin. Sur un fond rouge orangé, l'illustration principale est une scène de combat d'escrime. Au-dessus des duellistes, le logotype de ces championnats du monde et, sur la gauche, le profil du Mole Antonelliana, monument de la ville de Turin.
Le timbre de 3,6 × 2,6 cm est dessiné par Marco Schiavon et imprimé en héliogravure en feuille de cinquante.
Le cachet premier jour porte le logotype des championnats du monde (un escrimeur frappant une ligne horizontale) et est disponible à Turin.
Le tirage est de 3,5 millions de timbres.

## Octobre

### 5ecentenairedu jeu dulotto
Le 6 octobre, est émis un timbre de 0,60 € pour les 500 ans du jeu du lotto (gioco del lotto), une loterie. Devant un paysage de ciel bleu, de nuages blancs et de chiffres mauves, apparaît sur la gauche le profil d'une femme les yeux bandés symbolisant le hasard.
Le timbre de 3,6 × 2,6 cm est dessiné par Gaetano Ieluzzo et est imprimé en héliogravure en feuille de cinquante.
L'effigie allégorique est reproduite sur le cachet premier jour disponible à Naples et Rome.
Le tirage est de 3,5 millions de timbres.

### Journée de la philatélie
Le 6 octobre, est émis un timbre de 0,60 € pour marquer la journée de la philatélie. Un enfant armée d'une loupe observe un timbre collé sur un globe terrestre.
Mesurant 3,6 × 2,6 cm, le timbre est dessiné par Giustina Milite. Il est imprimé en héliogravure en feuille de cinquante unités.
Le cachet premier jour est disponible à Rome.
Le tirage est de 3,5 millions de timbres.

### Organisme national des aires protégées terrestres et marines
Le 6 octobre, est émis un timbre de 0,65 € sur l'Organisme national des aires protégées terrestres et marines (Sistema nazionale delle aree protette terrestri e marine), chargés des parcs naturels en Italie. L'action de l'organisme est présentée sous la forme d'un logotype dans lequel un cercle est partagé entre quatre types d'éléments naturels protégés : une feuille d'arbre, un poisson, un loup et un oiseau.
Conçu par Paolo Moretti, le timbre de 3,6 × 2,6 cm est imprimé en héliogravure en feuille de cinquante.
Le cachet premier est disponible à Rome.
Le tirage est de 3,5 millions de timbres.

### Luchino Visconti 1906-1976
Le 13 octobre, est émis un timbre commémoratif de 0,60 € pour le centenaire de la naissance et le trentième anniversaire de la mort de Luchino Visconti. Le portrait du réalisateur de cinéma voisine avec le titre de quelques-uns de ses films : Bellissima, Il Gattopardo (Le Guépard), Le Notti Bianche (Les Nuits blanches), Ossessione (Les Amants diaboliques), Senso et La Terra Trema (La Terre tremble).
Le timbre de 2,6 × 3,6 cm est dessiné par Maria Carmela Perrini pour une impression en héliogravure en feuille de cinquante.
Le cachet premier jour reprenant toute l'illustration du timbre est disponible à Milan et Rome, respectivement ville natale et de décès de Visconti.
Le tirage est de 3,5 millions d'exemplaires.

### Dino Buzzati 1906-1972
Le 16 octobre, est émis un timbre de 0,60 € pour le centenaire de la naissance de l'écrivain Dino Buzzati. L'écrivain est représenté au travail devant une machine à écrire.
Le timbre de 3,6 × 2,6 cm est dessiné par Anna Maria Maresca et imprimé en héliogravure en feuille de cinquante exemplaires.
Reprenant la scène sans les rectangles de couleur, le cachet premier jour est disponible à Belluno, commune natale de l'écrivain.
Le tirage est de 3,5 millions de timbres.

### Il Santo Natale
Le 28 octobre, sont émis deux timbres d'usage courant dans la série Il Santo Natale consacrée à Noël. Le 0,60 € est sur le thème de la fête chrétienne en reproduisant une œuvre de Jacopo Bassano, Adoration des Mages, ainsi que celle de deux bergers autour de la crèche où Jésus est né. Le 0,65 €, davantage centré sur le côté festif, présente un sapin doré par ses décorations sur un fond rouge.
Le graveur Antonello Ciaburro reproduit sur le 0,60 € l'œuvre de Bassano exposée dans la chapelle de la Civiltà catholique, à Rome. Ce timbre horizontal est imprimé en taille-douce en feuille de cinquante exemplaires. Le 0,65 €, vertical, est dessiné par Cristina Bruscaglia et imprimé en héliogravure en feuille de cinquante. Les deux timbres mesurent 2,6 × 3,6 cm.
Deux cachets premier jour reprennent chacun un des deux motifs. Ils sont disponibles à Rome.
Le tirage du 0,65 € est de 3,5 millions d'exemplaires contre 5 millions pour le 0,60 €.

## Novembre

### Tombés à Nassiriya

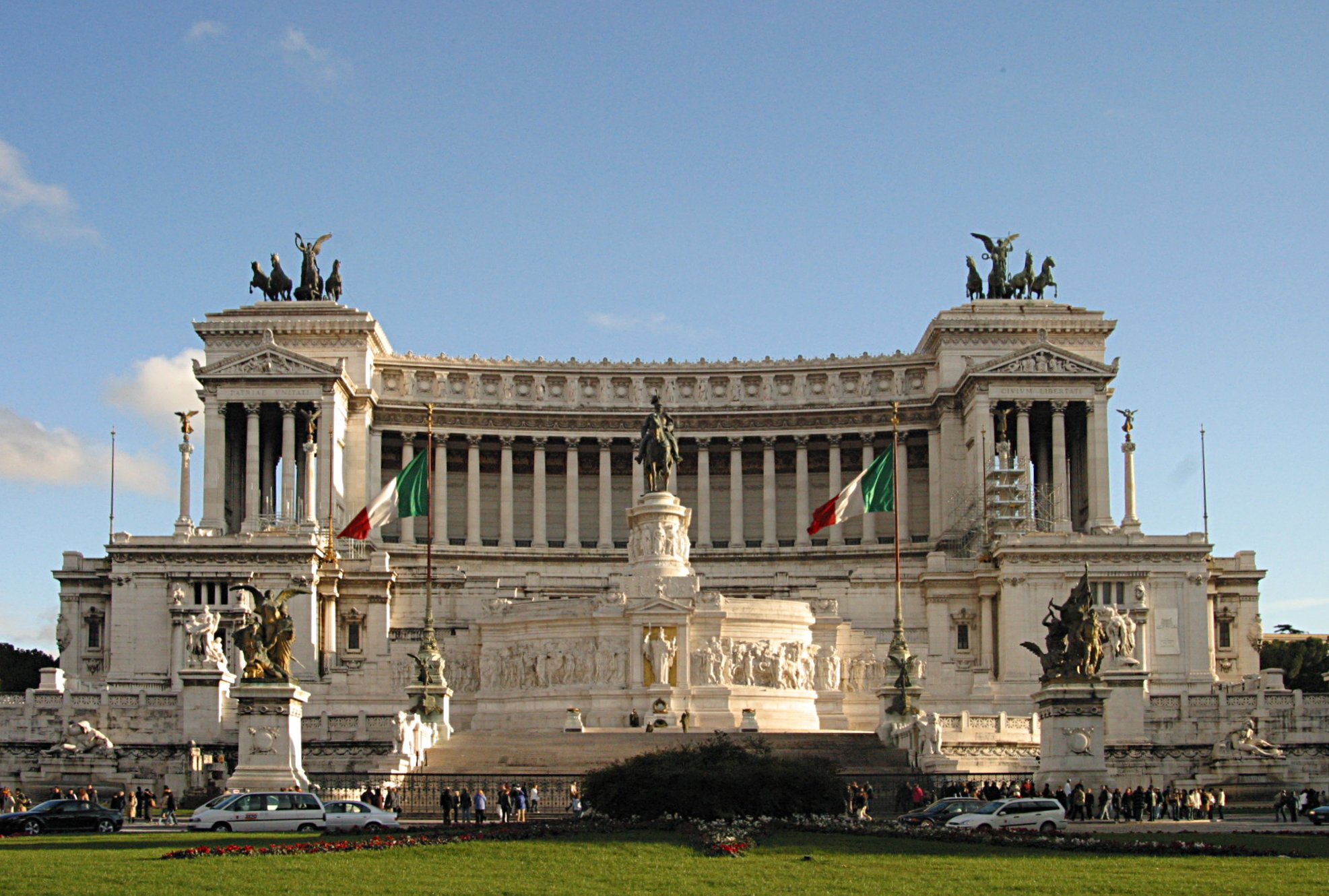
Le Vittoriano vu de face, comme sur le timbre.

Le 11 novembre, est émis un timbre de 0,60 € en souvenir des soldats italiens tués (Caduti di Nassiriya), le 12 novembre 2003, dans un attentat à Nassiriya, en Irak. C'est un des attentats qui ont suivi les combats de la guerre qui provoqua la chute de Saddam Hussein. Il eut un important retentissement sur l'opinion publique italienne. Le timbre représente la tombe du Soldat inconnu au pied du Vittoriano, entouré de deux drapeaux en berne. Au pied du monument, des fleurs déposés par les citoyens en mémoire des soldats tués dans l'attentat. L'émission du timbre coïncide avec le 88e anniversaire de la fin de la Première Guerre mondiale.
Le timbre de 3,6 × 2,6 cm est dessiné par Maria Carmela Perrini et est imprimé en héliogravure en feuille de cinquante exemplaires.
Le cachet premier jour illustré du monument à Victor-Emmanuel II est disponible à Rome et à Sassari en Sardaigne.
Le tirage est de 3,5 millions de timbres.

### Sources
- Émissions philatéliques de 2006 sur le site de la Poste italiane.